# Lehrkunst

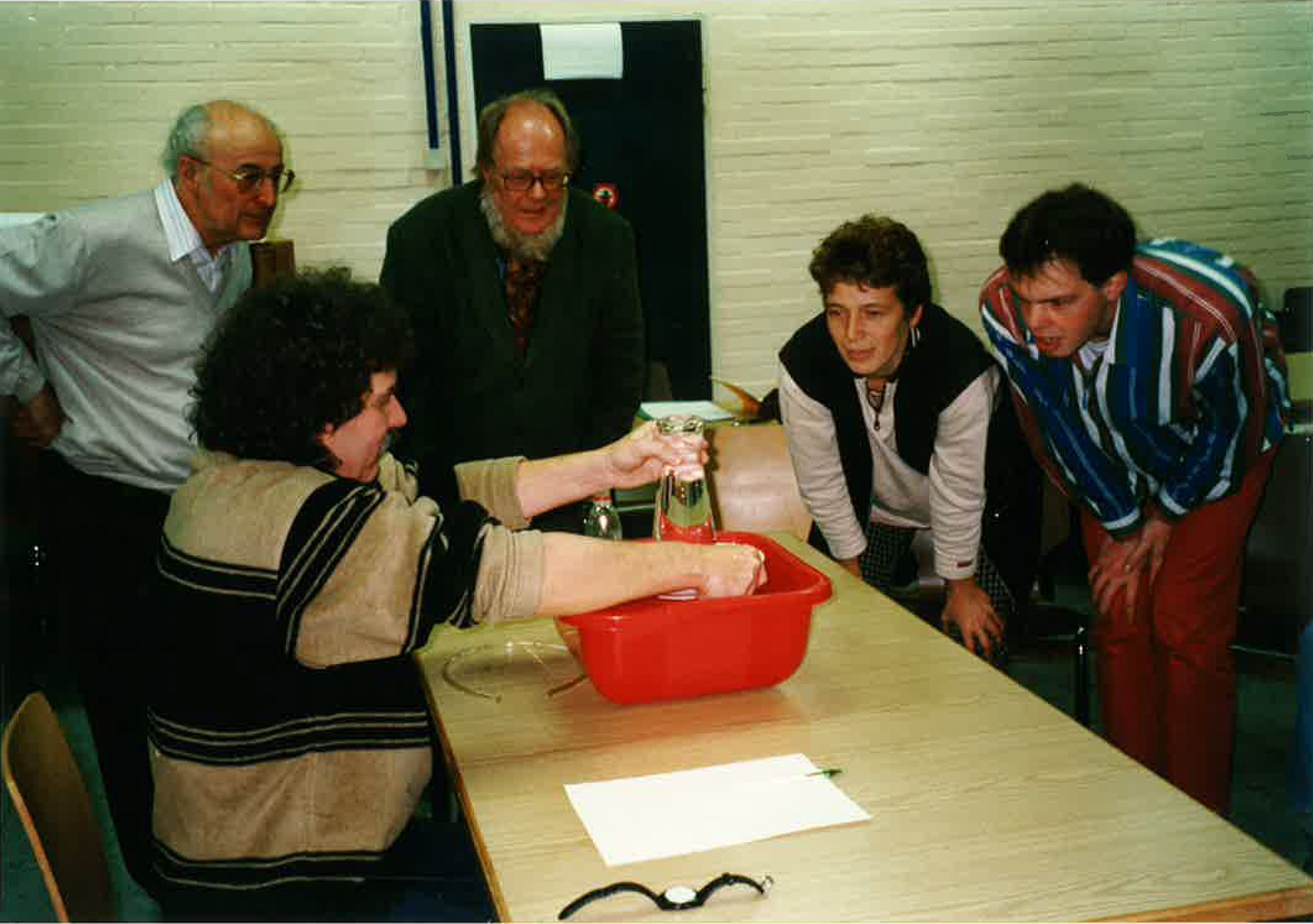
Wolfgang Klafki (links) und Hans Christoph Berg (Mitte) beim Lehrstück Pascals Barometer, vorgeführt durch den späteren Berner Professor Ueli Aeschlimann (halblinks) während eines Marburger Semesters zu seiner zweiten Dissertation; Dezember 1997

Lehrkunst oder Lehrkunstdidaktik ist eine vom Marburger Erziehungswissenschaftler Hans Christoph Berg entwickelte und vom Bielefelder Pädagogen Theodor Schulze mit weiterentwickelte didaktische Makromethode, die Menschheitsthemen („Sternstunden der Menschheit“) kulturauthentisch im Unterricht als Lehrstück-Unterrichtseinheit inszeniert. Sie basiert auf den Lehren des Mathematik- und Physikdidaktikers Martin Wagenschein; ab Mitte der 1990er Jahre wurde auch der Marburger Bildungsdidaktiker Wolfgang Klafki ein Mitentwickler, dessen Lehren von der kategorialen Bildung eine tragende Säule wurden.

## Begriffsgeschichte der Lehrkunst
„Lehrkunst“ ist ein altes deutsches Wort für die Geschicklichkeit und Sachkenntnis im Bereich des Lehrens und Unterrichtens. Es handelt sich um eine Übersetzung des griechischen Wortes ‚διδακτικη τεχνη‘. Im 17. Jahrhundert, im Anschluss an Wolfgang Ratke, wurde der Begriff der Lehrkunst mehr und mehr von dem der Didaktik verdrängt. Comenius schreibt 1638 in seinem Hauptwerk Didactica magna: 

„Liebe Leser, seid gegrüßt! Didaktik heißt Lehrkunst.“

Adolph Diesterweg schreibt 1864 von einer „Meisterschaft in der Lehrkunst“, Otto Willmann verfasst 1887 für Reins Enzyklopädie einen Artikel „Lehrkunst“. Bis zur Entstehung der namentlichen Lehrkunstdidaktik ab etwa 1980 gerät der Begriff jedoch weitgehend in Vergessenheit.

## Entstehungsgeschichte der Lehrkunstdidaktik
Die Anfänge der Lehrkunstdidaktik sind undeklarierterweise im Unterricht Martin Wagenscheins in der Odenwaldschule zu suchen. Wagenscheins Ansätze sind gut im Titel seines Werkes Verstehen lehren. Genetisch – Sokratisch – Exemplarisch von 1968 zusammengefasst. Der Lernende soll genetisch, d. h. auf den Wegen lernen, die auch der entdeckende Forscher in seinem Lernprozess gegangen ist. Der Lehrende nutzt das Sokratische Gespräch, um die Präkonzepte des Lernenden, kognitive Dissonanzen, sein (selbst)kritisches Denken und letztlich die Eigeninitiative zu praktischen Experimenten anzuregen. Das schließt auch die Erfahrung von Irrwegen und deren Aufdeckung ein. Schließlich soll der Unterricht exemplarisch sein, was bedeutet, dass das "Einzelne, in das man sich versenkt, [...] Spiegel des Ganzen" ist.

Der Lernende soll 

„(...) einen Fremden (...) als einen verkleideten alten Bekannten wiedererkennen.“

Wagenschein postulierte nicht, dass aller Unterricht sich streng nach diesen Prinzipien richten sollte, sondern forderte eine Quote von 10 % ein.

### Die „Vorgeschichte“ der Lehrkunstdidaktik
Martin Wagenschein erhält, nachdem er bereits seit 1923 im staatlichen Schuldienst, insbesondere an der Odenwaldschule, beschäftigt gewesen ist, im Jahr 1949 einen Lehrauftrag für „Naturwissenschaftliche Erkenntnispsychologie“ am Pädagogischen Institut in Jugenheim/Bergstraße, der bis 1972 besteht (ab 1963 in Frankfurt). Im selben Jahr (1949) wird er vom in die Schweiz emigrierten, ehemaligen Odenwaldschulen-Gründer Paul Geheeb zu einem Gastkurs an dessen Ecole d’Humanité in Goldern (heute Ortsteil von Hasliberg), Kanton Bern, eingeladen. Wagenschein referiert über Euklids Primzahlbeweis und dokumentiert in Form eines zehnseitigen Unterrichtsberichts, der später zur Vorlage aller Lehrstückberichte werden sollte. Berg soll diesen Bericht später als „Sternstunde der Didaktik“ bezeichnen, die er als Herausforderung zur Geburt der Lehrkunstdidaktik empfunden habe. 1952 erhält Wagenschein zusätzlich einen Lehrauftrag an der Technischen Hochschule Darmstadt, der bis 1987 bestehen soll.
Im Jahr 1953 veröffentlicht Wagenschein  Natur physikalisch gesehen mit dem Exempel Der Mond und seine Bewegung, das in Wolfgang Klafkis Aufsatz Zur bildungstheoretischen Deutung der modernen Didaktik. aus dem Jahr 1959, das sich an seine epochale Dissertation von 1957 anschließt, die Rolle eines zentralen Bildungsexempels spielen soll. Gleichwohl proklamieren weder Wagenschein noch Klafki zu dem Zeitpunkt ein „Primat des Exempels“, wie es einmal für die Lehrkunst eine tragende Säule werden soll. Für sie sind diese Vorlagen zunächst keine „unmittelbar praktikablen Unterrichtsvorlagen mit breitem Realisierungspotential“, sondern nur „untergeordnete Beispiele für übergeordnete Methoden und Theorien“.
Ab 1956 ist Wagenschein auch als Honorarprofessor an der Eberhard Karls Universität in Tübingen tätig (bis 1978), wo ihm Hans Christoph Berg 1961 als Lehramtsstudent erstmals begegnet. 1968 erscheint Wagenscheins Buch Verstehen lehren. Genetisch – Sokratisch – Exemplarisch, das seine Trias bereits im Titel trägt. Der Begriff „genetisch“ trägt nunmehr eine Bedeutung, die für Wagenschein zuvor eine Teilbedeutung von „exemplarisch“ gewesen war.
1970 lädt Hartmut von Hentig Wagenschein in die Universitätsschule der Universität Bielefeld ein, wo er seine Unterrichtsmethode vorstellen soll. Wagenschein führt Euklids Sechseckbeweis vor – nur eben nicht so, wie es die versammelten Lehrer erwartet hätten. Er bleibt wortkarg und zweifelt vor allem die selbstsichersten Antworten an. Über zwei Stunden diskutieren die Lehrer in erster Linie miteinander, während Wagenschein vor allem folgt, und demonstrieren so, wie der Prozess des Verstehens im Kern aussieht.
Im Jahr 1976 folgt Berg einem Ruf an die Philipps-Universität Marburg, und schon bald darauf beginnt eine mehrjährige Kooperation mit dem inzwischen emeritierten Wagenschein, in der Berg vor allem Wagenschein und seine Methoden eindringlich studiert, analysiert, antizipiert. Nach seinem Buch Gelernt haben wir nicht viel. Porträt einer Schule im Hinblick auf Bildung und Demokratie (1976), einem für das deutsche Schulwesen wenig schmeichelhaften Gutachten für die Deutsch-Schwedische Schuldemokratiekommission, erkennt er in Wagenscheins Methoden einen möglichen Ausweg aus der Bildungsmisere.
Die Zusammenarbeit gipfelt in der Herausgabe des Wagenschein-Sammelbandes Naturphänomene sehen und verstehen. Genetische Lehrgänge im Jahr 1980 durch Berg. Wagenschein fühlt sich von Berg, der die Rolle des „Regisseurs“ für diesen Band übernommen hat, bestens verstanden:

„Wenn ich das Berg-Buch durchlaufe und übersehe, kommt es mir vor, wie der hochmusikalische Durchzug eines Wolken- und Sonnenwetters, aus dem Strahlenbündel bald diesen, bald jenen Ort meiner Landschaft ins Licht setzen.“

### Wagenscheins Klassiker in neuem Licht

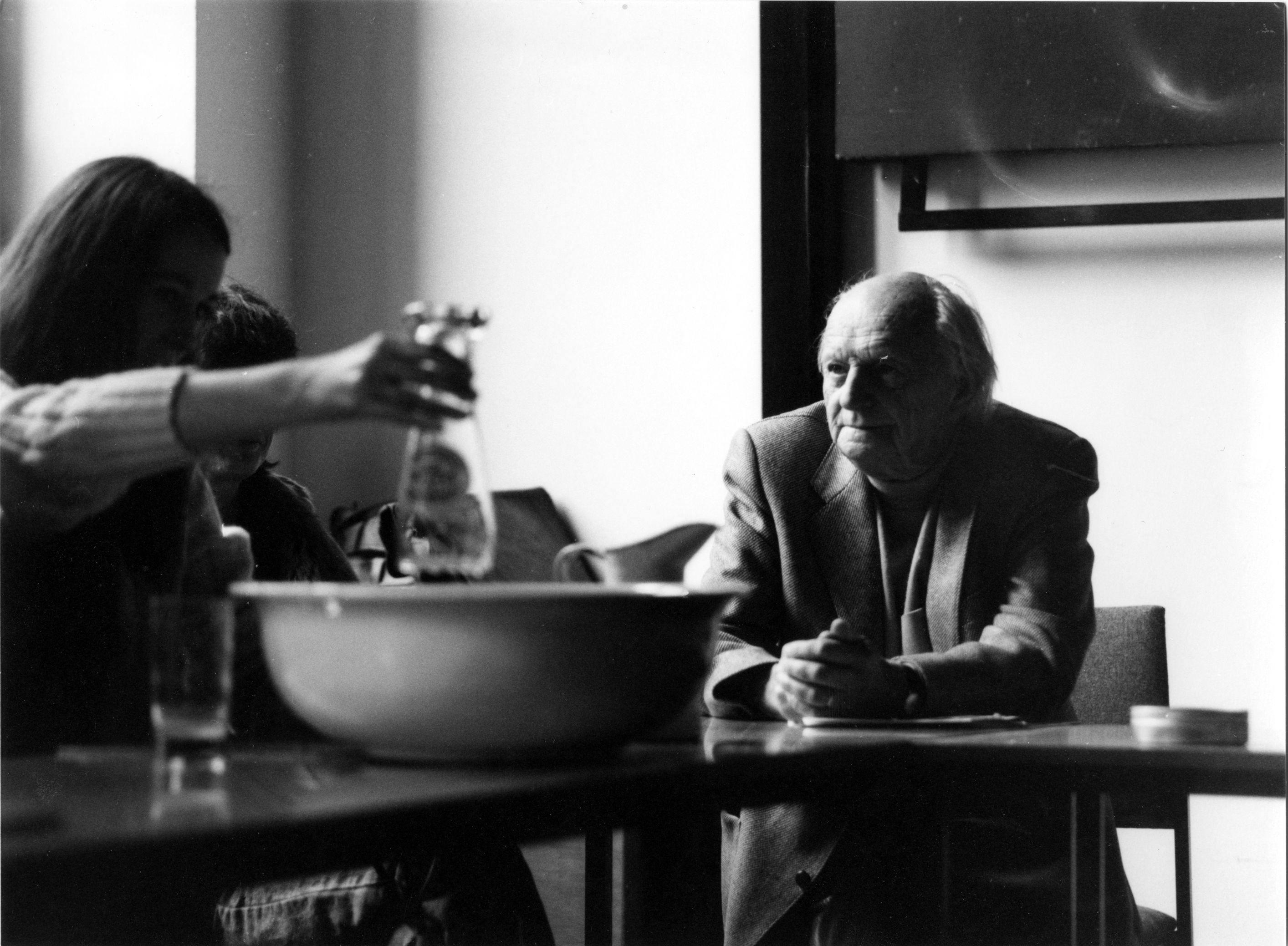
Wagenschein 1983 bei der legendären Vorführung

Christoph Berg ist im Jahr 1983 bestens mit Wagenscheins Methoden vertraut. Auch Wagenscheins Exempel sind ihm wohlbekannt – allerdings als Exempel im Sinne von Beispielen, die eine Theorie untermauern und fast beliebig durch andere ersetzt werden könnten. Erst im Anschluss an eine Tagung in Darmstadt unter Anwesenheit und Beteiligung von Otto Herz und Horst Rumpf sowie den Lehrerinnen und Lehrern zweier Alternativschulen, der Glockseeschule und der Freien Schule Frankfurt, auf der Wagenschein eine frühe Version von Pascals Barometer inszeniert hat, wechselt schlagartig der Fokus von der Methode zum Exempel selber.
Wagenschein beginnt nicht mit einer Definition, was Druck sei, sondern mit einem umgedrehten Bierglas, aus dem das Wasser nicht herausläuft, wenn man es aus dem Becken zieht. Und am Ende eines von intrinsischen Fragen gezogenen Prozesses steht nicht primär ein Kalkül aus formalen Gesetzen, sondern u. a. die erlebte Erkenntnis Evangelista Torricellis, dass wir uns auf dem Grund eines „Luftmeeres“ bewegen.
Unmittelbar im Anschluss an diese Vorführung wird Berg klar:
Es sind die Lehrstücke, die zur Erkenntnis führen. Und sie sind nicht zufällig und vergänglich, sondern exemplarisch im Sinne des mit Bedacht bestmöglich Gewählten. Ebendiese gilt es wieder und wieder zu inszenieren, sie auszukomponieren und ein Fundament zu erschaffen, sie zu Unterrichtsreihen reifen zu lassen, die geeignet wären, Teil von Lehrplänen zu werden.
Ab diesem Moment beginnt eine sehr produktive Phase, in der die vorhandenen Exempel Wagenscheins wieder und wieder inszeniert, ergänzt, modifiziert, optimiert und auskomponiert werden. Die Phase des ersten, improvisationsoffenen Nachspielens der Wagenschein-Klassiker, die unmittelbar zu einem modifizierten Bild der Erkenntnisfindung beim Lehrenden führte, soll Berg später einmal als das „Heureka“ der Lehrkunstdidaktik bezeichnen.
Wagenschein hatte im Bereich seiner Kompetenz, also der Physik, der Mathematik und der Geographie, bereits einige „Unterrichtsexempel“ als Vorlagen für Lehrstücke entwickelt, die sich exemplarisch und genetisch an den Erkenntnisfindungsweg großer Forscher anlehnen:
- Euklids Primzahlbeweis (1949; nach Euklid)[15]
- Das Fallgesetz im Brunnenstrahl (1953; nach Galileo Galilei)[16]
- Der Mond und seine Bewegung (1953; nach Isaak Newton)[17]
- „Im Wasser Flamme“. (Zur Dispersion) (1953; nach Johann Wolfgang von Goethe)[18]
- Die Erde unter den Sternen (1955), Die Erfahrung des Erdballs (1967); Basis für Eratosthenes’ Himmelsuhr (nach Eratosthenes und Aratos)[19]
- Euklids Pythagoras-Beweis (1960); Basis für Pythagoras’ Dreiecksquadrate[20]
- 1. Beispiel: Erdgeschichte in Zum Problem des Genetischen Lehrens (1965); Basis für Wettersteine (Geomorphologie nach Charles Lyell und Georges Cuvier)[21]
- Entdeckung der Axiomatik (1968/70/74); Euklids Sechseckbeweis[22]
- Pascals Barometer (1978; nach Blaise Pascal)[23]

Es sollen bis 2004 allein etwa 50 dokumentierte Inszenierungen der sechs Wagenschein’schen Lehrstücke zu Fallgesetz, Barometer, Primzahlen, Pythagoras, Himmelskunde und Geomorphologie folgen; im Mai 2005 werden es insgesamt 66 sein.

### „Neue“ Klassiker

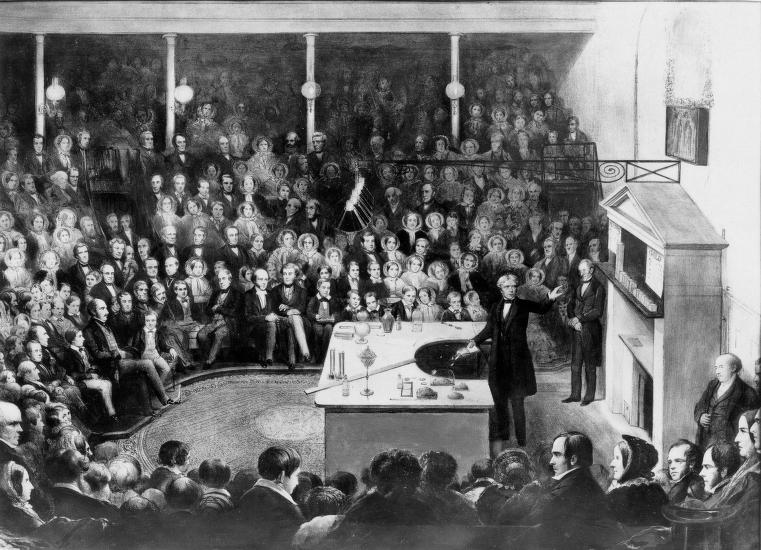
Lithografie von Alexander Blaikley (1816–1903), die Michael Faraday am 27. Dezember 1855 bei einer seiner Weihnachtsvorlesungen zeigt, an der auch Prinz Albert und Prinz Alfred teilnahmen.

Martin Wagenschein hatte selbst bereits deutlich früher darauf hingewiesen, dass der Inhalt der Weihnachtsvorlesung Lectures on the Chemical History of a Candle (Naturgeschichte einer Kerze) Michael Faradays aus dem Jahr 1860 in entsprechender Form Eingang in den Physik- und Chemieunterricht finden solle:

„Bei Michael Faradays Naturgeschichte einer Kerze strahlen die physikalischen (und auch chemischen) Erfahrungen aus von einem einzigen Ding. Noch dazu ist dieses Ding eine Kerze:
Sie zieht die Blicke an, sie macht die Augen rund und sammelt die Köpfe um sich, sie erregt das Nachdenken in ihnen auf eine eigentümliche sanfte Weise und beschenkt uns mit Verbindungen zur ganzen Physik (des Vordergrundes). Faradays Kerze sollte jeder Lehrer kennen!“

Wagenschein beschränkt sich in seinen Ausführungen weitgehend auf die Physik – was für ein Lehrstück nicht geboten scheint. Andererseits ist Faradays frontale, mit Experimenten überladene Vorlesung nur bedingt genetisch. Für den Lehrstückunterricht muss deren Inhalt entsprechend vom Kopf auf die Füße gestellt werden. Im entstandenen Lehrstück Faradays Kerze ergeben sich für dieses aktweise gleich mehrere sogenannte organisierende Sogfragen, deren dritte man auch als die Gesamt-Sogfrage des Stückes auffassen könnte:
- „Was brennt eigentlich bei einer Kerze – das Wachs oder der Docht?“ (Physische Kerze)
- „Was lässt die Kerze leuchten?“ (Chemische Kerze)
- „Woher kommt die Kerze, wohin geht sie?“ (Biologische Kerze)

Es finden sich bald weitere Klassiker, etwa Aesops Fabeln mit einem wiederauferstandenen Aesop, inspiriert durch Gotthold Ephraim Lessings Abhandlungen über die Fabel, oder Linnés Wiesenblumen in Anlehnung an den jungen Carl von Linné und frei nach Jean-Jacques Rousseau, die als Lehrstück komponiert, erprobt und variiert werden.

### Die Lehrkunst erlangt „Serienreife“

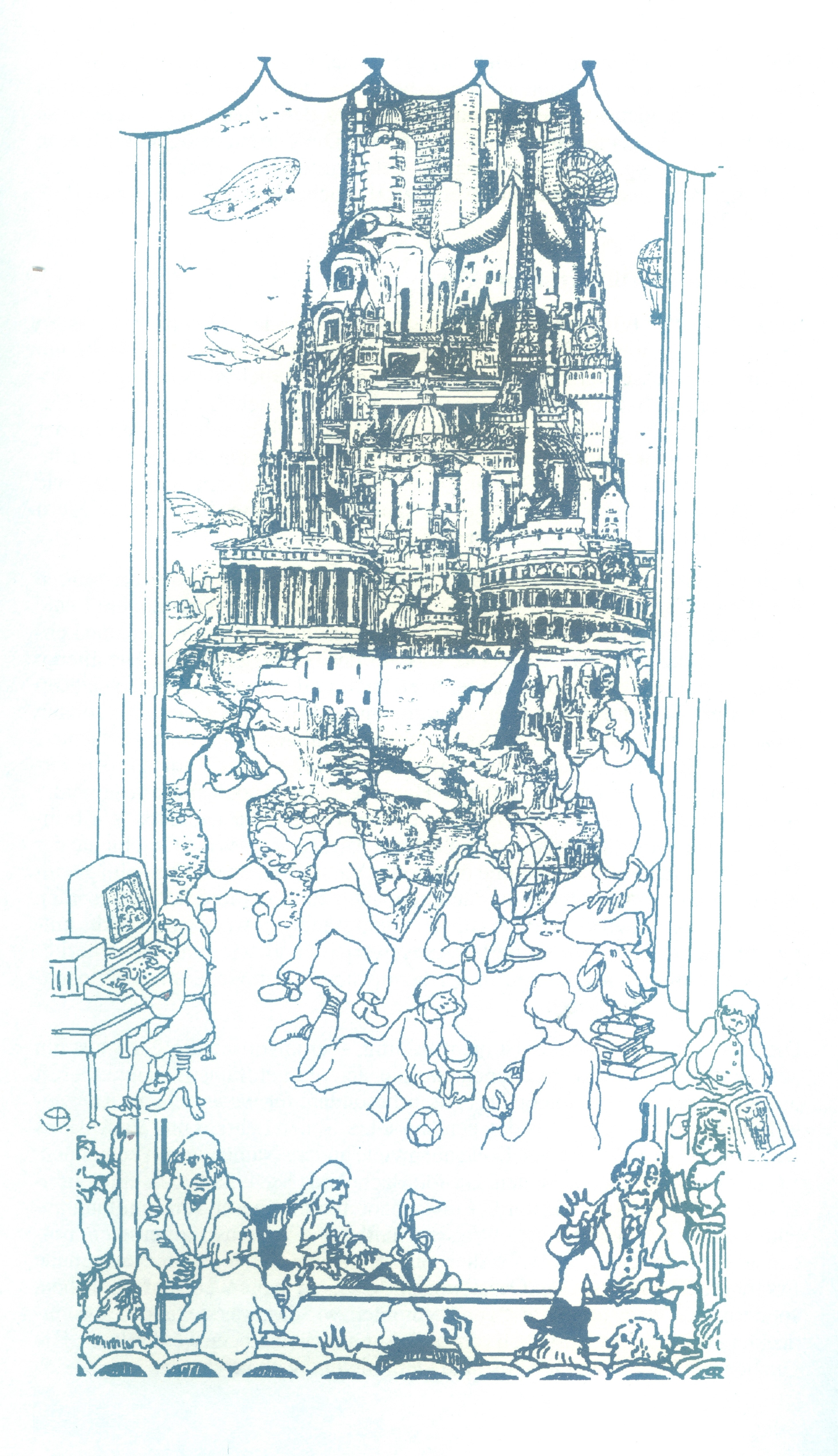
„Kulturturm“ der Lehrkunst, Zeichnung von Theodor Schulze von 1999.
Im Vordergrund sind neben Wagenschein und Hausmann (links und rechts auf der Rampe) in der ersten Sitzreihe Comenius, Rousseau, Gaston Bachelard und Maria Montessori zu sehen.

Im Jahr 1995 bringen Berg und Schulze das Buch Lehrkunst. Lehrbuch der Didaktik. heraus, das man als erstes „Hauptwerk“ der Lehrkunstdidaktik bezeichnen könnte. Es legt sein Hauptaugenmerk auf die insgesamt elf Exempel, die, nach einer Einführung durch die Herausgeber, 267 der 444 Seiten füllen. Danach wird kurz das seit 1985 erprobte Konzept der Lehrkunstwerkstätten vorgestellt und die Erfahrungen mit diesen werden dargelegt. Nach einer ebenfalls kürzeren Erläuterung der genetischen Methode durch Berg kommt schließlich Schulzes vielbeachteter, über 60 Seiten umfassender Abschnitt Lehrstückdramaturgie.
Neben Klassikern wie  Johann Amos Comenius, Adolph Diesterweg und Jean-Jacques Rousseau treten insbesondere auch Otto Willmann und Gottfried Hausmann in den Fokus. Schulze lehnt sich an Hausmanns Dramaturgiebegriff an und macht ihn zu einem essenziellen Bestandteil der Lehrkunstdidaktik.

„Wir wissen, dass die Lehrtätigkeit im strengen Sinn keine künstlerische Tätigkeit ist. Aber wir meinen, dass sie der künstlerischen Tätigkeit sehr viel näher steht als der technologischen oder der organisatorischen und administrativen.“

Aus Wagenscheins Trias Genetisch – Sokratisch – Exemplarisch wird die sogenannte „Methodentrias“ Exemplarisch – Genetisch – Dramaturgisch.
Das Exemplarische rückt also nach vorne. Berg formuliert es später, in Anlehnung an Stefan Zweigs „Sternstunden der Menschheit“, wie folgt:

„Die Lehrperson möchte also den Versuch unternehmen, eine – für sie und andere – besonders wichtige „Sternstunde der Menschheit“ im Unterricht wieder aufleuchten und einleuchten und weiterleuchten zu lassen.“

Das Genetische erhält immer noch einen hohen Rang, dabei liegt der Fokus deutlich auf dem Organisch-Genetischen im Sinne Otto Willmanns:

„nicht Genetisch-Organisch, nicht also vom Ei zur Henne, von der Buchecker zur Buche, sondern umgekehrt, ‚rückwärts‘: Organisch-Genetisch: von der Henne zum Ei, von der Buche zur Buchecker. Möglichst lehrt er allerdings im Spannungsbogen, im Entwicklungsbogen dazwischen im steten und doppelten Hinblick sowohl auf die zukünftige Reifegestalt wie die herkünftige Keimgestalt.“

Das Sokratische weicht hingegen dem Dramaturgischen bzw. wird zu ihm verallgemeinert. Schulze erklärt dazu:

„(…) das sokratische Lehren erfordert, wenn es nicht zu einem suggestiven oder gängelnden Herausfragen mißraten soll, ein großes Geschick. Wir meinen, daß dies nur eine Möglichkeit der Regieführung durch den Lehrer ist, und daß  es sehr viel wichtiger und zugleich einfacher ist, die Schülerinnen und Schüler in irgendeine Art von Handlung zu verwickeln und sie auf diese Weise zur Äußerung anzureizen und damit eine Möglichkeit der Überprüfung und der Selbstkorrektur zu eröffnen.“

Das sokratische Gespräch bleibt eine wichtige, aber nicht notwendige Komponente der Lehrkunstdidaktik.
Es folgt eine von Berg und Schulze herausgegebene Reihe namens Lehrkunstwerkstatt, deren erste beiden Ausgaben jeweils nur drei Lehrstücke aus verschiedenen Fachgebieten, die aber umso ausführlicher, vorstellen.

### Der Diskurs mit Klafki
Ein weiterer, wenngleich etwas jüngerer und für Berg vor allem ortsnaher „Klassiker“, nämlich Wolfgang Klafki, ist 1992 emeritiert worden. Klafkis Dissertation von 1957 könnte man wohl als sein zentrales „Hauptwerk“ bezeichnen, auf dem mehr oder minder fast alle seiner vielzitierten Publikationen wurzeln. Er fasst in der kurz darauf erschienenen Studie Kategoriale Bildung. Zur bildungstheoretischen Deutung der modernen Didaktik. zusammen:

„Bildung nennen wir jenes Phänomen, an dem wir – im eigenen Erleben oder im
Verstehen anderer Menschen – unmittelbar der Einheit eines objektiven (materialen)
und eines subjektiven (formalen) Momentes innewerden.“

Schulze hat ihn bereits im Lehrkunst-Buch aufgegriffen. Es entwickelt sich in den Jahren darauf ein kritischer, aber sehr konstruktiver und produktiver Diskurs zwischen Berg und Schulze einerseits und Klafki andererseits. Für die Lehrkunstwerkstatt I von 1997 kann er für eine Einführung gewonnen werden.
Letztlich muss Klafki – immerhin einer der größten Erziehungswissenschaftler des 20. Jahrhunderts – anerkennen:

„Hans Christoph Berg hat unter dem Titel ‚Lehrkunst‘ einen theoretischen und praktischen Traditionszusammenhang in der deutschsprachigen Didaktik teils wiederentdeckt, teils interpretierend hergestellt, der, um nur seine bisherigen Highlights zu nennen, von Comenius über Diesterweg und Otto Willmann zu Martin Wagenschein und Gottfried Hausmann führt. Diese Tradition wird von Berg und seinen Kooperationspartnern und -partnerinnen produktiv fortgeführt, im Wechselspiel von konzeptionellen Entwürfen und der Erprobung in der Schulpraxis durch Lehrerinnen und Lehrer in unterschiedlichen, reformorientierten Schulen. Es gibt m. W. in der deutschen Didaktik keine andere Richtung, die die so oft geforderte Kooperation von Unterrichtstheorie und Unterrichtspraxis in gleichem Umfang, mit vergleichbar langem Atem sowie mit ähnlicher Breite beteiligter Praktikergruppen unterschiedlicher Schularten verwirklicht hat; das gilt vor allem hinsichtlich der Intensität der detaillierten, jeweils mehrfach wiederholten Planung, der ‚dramaturgischen’ Durchführung und der zum variierenden ‚Nachspielen’ anregenden Darstellung von beispielhaften Unterrichtseinheiten (…)“

Berg konnte das nur als Adelung verstehen.
Ab 1999 wird Klafki zum Mitherausgeber der Lehrkunstwerkstatt-Reihe, und auch die kategoriale Bildung wird zu einem essenziellen Leitgedanken der Lehrkunstdidaktik. Klafki wird Zweitgutachter von ab Ende der 1990er folgenden, insgesamt sechs Dissertationen, s. u. Eine der ersten davon ist für Ueli Aeschlimann, 2017 in den Ruhestand gehender Professor an der Pädagogischen Hochschule Bern und auch in der Folge ein wichtiger Exponent der Lehrkunst, bereits seine zweite. Klafki begleitet auch das fünfjährige Marburger Doktorandenseminar (2001–2006), das zusätzlich von Klafkis früherem Schüler Heinz Stübig betreut wird.
Auf dem Luzerner Kongress 2003 zur Unterrichtsentwicklung halten Klafki und Berg einen gemeinsamen Vortrag unter dem Titel „Bildung und Lehrkunst“, der für die Lehrkunstdidaktik wohl als „historisch“ zu bezeichnen ist.
Nachdem er sich bereits einige Jahre altersbedingt aus dem Forschungs- und Lehrbetrieb zurückgezogen hat, verstirbt Wolfgang Klafki im Jahr 2016. Seine sich über gut ein Jahrzehnt erstreckenden Beiträge zur Lehrkunstdidaktik sollten mit zu seinen letzten großen gehören.

### Ausbau des Lehrkunstschatzes
Nachdem Wolfgang Klafki (* 1927) im Jahr 2007 seine letzte Zweitbetreuung einer Dissertation beendet hat, zieht er sich weitgehend aus der Lehrkunstdidaktik zurück. Auch um Theodor Schulze (1926–2025), zu dem Zeitpunkt ebenfalls um die 80, wird es still, während Hans Christoph Berg (* 1936) auch im Ruhestand noch sehr aktiv bleibt und zum alleinigen zentralen Exponenten der Lehrkunstdidaktik wird. Auch weiterhin wird, nach kurzer diesbezüglicher Pause, etwa eine Dissertation pro Jahr angenommen.
Berg hat das Ziel, einen möglichst weiten, möglichst viele Fächer umfassenden Lehrkunstschatz aufzubauen und gleichzeitig auch sein Weiterbildungskonzept der Kollegialen Lehrkunstwerkstätten auszubauen. Der Lehrkunstschatz ist bis zum Jahr 2017 auf über 50 Lehrstücke angewachsen. Der Chemiker und Chemiedidaktiker Günter Baars, Professor an der Pädagogischen Hochschule sowie Honorarprofessor an der Universität Bern und seit 1995 auch zweiter Hauptautor der Standardwerke des 2011 verstorbenen Hans Rudolf Christen zur Allgemeinen und Anorganischen Chemie, entwickelt bis zum Jahr 2011 etwa das hochanspruchsvolle Lehrstück Quantenchemie farbiger Stoffe mit Heisenberg und Einstein.
Insgesamt hat sich das Konzept der Lehrkunstdidaktik seit 1983 kontinuierlich wie auch in Schritten zu einem weitreichenden Fundament gefestigt und seine Grundsätze gleichzeitig verdichtet. Die Lehrstücke werden heute explizit als didaktische „Werke“ interpretiert, und ihre Gesamtheit gilt es, zu einer möglichst jeden Aspekt der Lernendenentwicklung erfassenden „Opus-Liste“ auszubauen. Dieser Ausbau ist 2017 weit vorangeschritten – es bleibt das Ziel, die Lehrkunst als didaktische Methode und die Lehrstücke als Teile von schulinternen Lehrplänen flächendeckender im Schulwesen zu verankern. Dieses zu begünstigen sucht der innere Kern der Lehrkunstdidaktik mehr und mehr den Abgleich mit den von den Kultusministerien festgelegten Bildungsstandards, insbesondere in Eyer (2013) gut erkennbar.
Am 6. März 2012 wurde der Verein Lehrkunst.ch mit Sitz in Trogen gegründet; Präsident ist der inzwischen im Ruhestand weilende Rektor der Kantonsschule Trogen, Willi Eugster, an dessen Schule eine eigene Lehrkunstwerkstatt betrieben wird, die ihre mehrjährige Arbeit in einem 2010 publizierten Buch niedergeschrieben hat. Im Vorstand sind neben Berg und Baars u. a. auch die didaktischen Professoren Susanne Wildhirt (Luzern) und Marc Eyer (Bern).

## Lehrstücke
Der Lehrkunstschatz besteht inzwischen aus über 50 Lehrstücken, die jedoch unterschiedlich stark ausgereift sind und auch in unterschiedlichem Maße den Idealvorstellungen der Lehrkunstdidaktik entsprechen.
Im Hauptwerk Lehrkunst (Berg/Schulze 1995) wurden 11 Lehrstücke vorgestellt und analysiert:
- Eratosthenes’ Himmelsuhr (Astronomie/Physik) – Eratosthenes’ Lehren; nach Aratos und Wagenschein (Daniel Ahrens)[19]
- Poseidon vom Kap Artemision ((Kunst-)Geschichte) – auf Basis der gleichnamigen Bronzefigur, frei nach Walter-Herwig Schuchhardt (Peter Guttenhöfer)
- Platonische Körper (Geometrie/Mathematik) – Platonische Körper mit Bezug auf Platon und Johannes Kepler; nach Arnold Wyss (Beate E. Nölle)
- Aristoteles’ Ursachen (Philosophie) – Aristoteles’ Metaphysik; nach Otto Willmann (Klaus Schmitz)
- Euklids Primzahlbeweis (Mathematik) – nach Euklid und Wagenschein (Wilhelm Werner)[15]
- Heimatlicher Dom (Religion – Architektur – (Kunst-)Geschichte) – variabel (Walter Dörfler)[44]
- Das Fallgesetz im Brunnenstrahl (Physik) – nach Galileo Galilei und Wagenschein (Hartmut Klein)[16]
- Linnés Wiesenblumen (Biologie) – Systematik Carl von Linnés; frei nach Jean-Jacques Rousseau (Susanne Wildhirt)[28]
- Aesops Fabeln (Deutsch) – Fabeln unter Einbezug Aesops und Gotthold Ephraim Lessings (Katrin Kesten)[27]
- Faradays Kerze (Physik – Chemie – Biologie) – frei nach Michael Faradays Naturgeschichte einer Kerze (Eberhard Theophel)[26]
- Der Dorfteich als Lebensgemeinschaft (Ökologie/Biologie) – Ökologie nach Friedrich Junge (Ortwin Johannsen)[45]

Unmittelbar auf prominenteren Wagenschein’schen Exempeln basieren ferner:
- Der Mond und seine Bewegung (Physik) – Isaac Newtons Gravitationsgesetz nach Wagenschein (erstinszeniert von Daniel Ahrens)[17]
- Pythagoras’ Dreiecksquadrate (Geometrie/Mathematik) – Satz des Pythagoras nach Euklid und Wagenschein (erstinszeniert von Beate E. Nölle)[20]
- Wettersteine (Geographie) – variabel; Geomorphologie nach Charles Lyell, Georges Cuvier und Wagenschein (erstinszeniert von Peter Ungar)[21]
- Die Entdeckung der Axiomatik am Sechsstern (Geometrie/Mathematik) – nach Euklid und Wagenschein (erstinszeniert von Simon Friedrich-Raabe)[22]
- Pascals Barometer (Physik) – nach Blaise Pascal (erstinszeniert von Ueli Aeschlimann)[23]

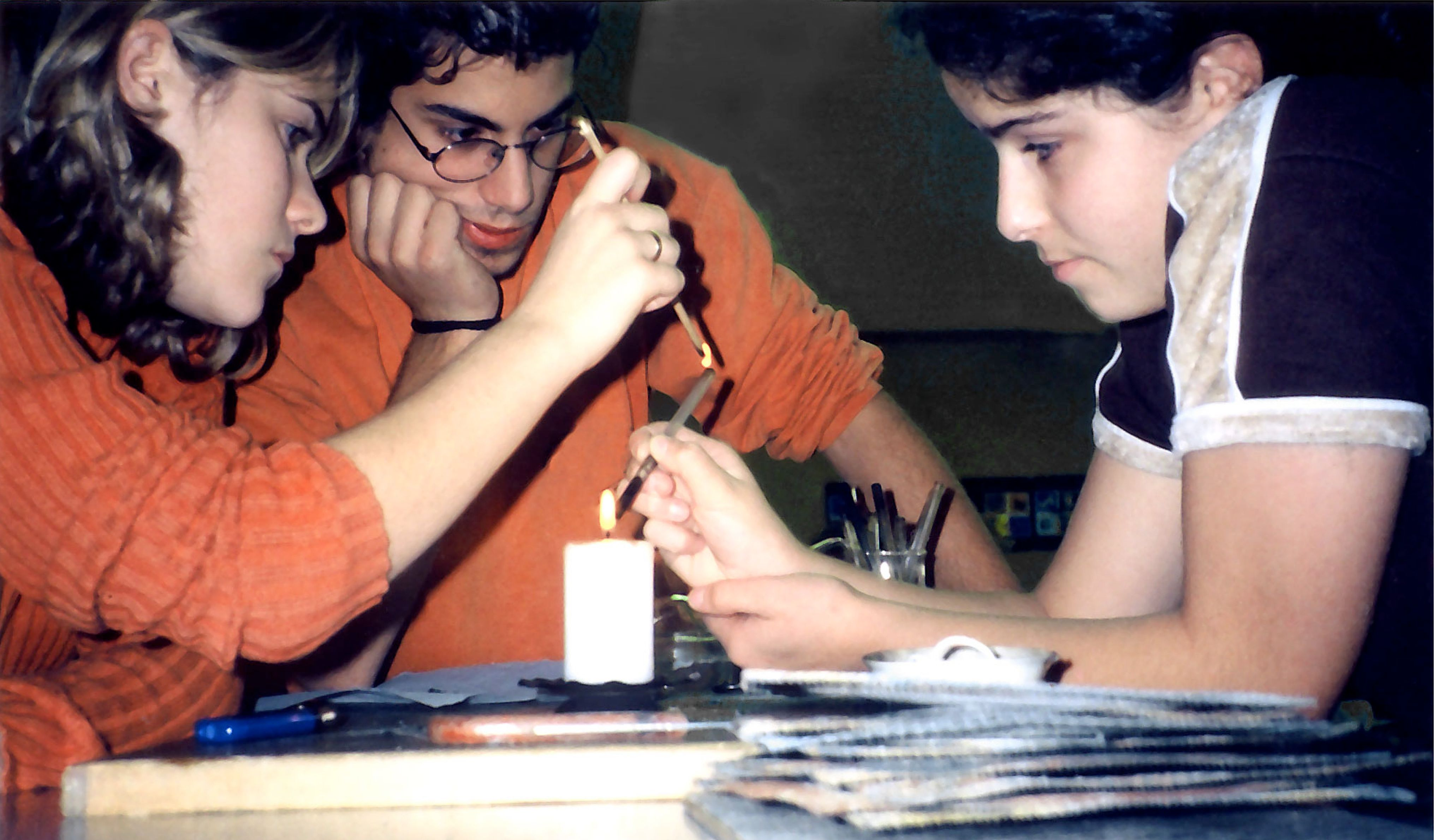
Kreuzlinger Schülerinnen und Schüler beim Erzeugen der „Tochterflamme“ in „Faradays Kerze“

Die Lehrstücke Heimatlicher Dom und Wettersteine werden jeweils an die Umgebungen der Schüler angepasst. So basiert das Lehrstück zum Dom auch auf einer Arbeit zur Marburger Elisabethkirche, behandelt jedoch die Nürnberger Lorenzkirche und wurde auch schon auf Dorfkirchen in Ostwestfalen-Lippe angewandt. Und im Lehrstück zu den Wettersteinen spielt im submontanen Marburger Raum die Amöneburg eine Hauptrolle, während dies in der alpineren Schweiz dem Alpstein vorbehalten bleibt.
Das Lehrstück über die Mondbewegung ist derzeit (März 2017) nicht auf lehrkunst.ch aufgeführt, hat aber als Exempel bereits seit Jahrzehnten Einzug in den Physikunterricht genommen und wird als Lehrstück auch von Daniel Ahrens regelmäßig inszeniert. Das am häufigsten inszenierte Lehrstück dürfte noch immer die Kerze sein, gefolgt vom Dom.
- Siehe auch: Liste von Lehrstücken der Lehrkunstdidaktik

## Leitbilder, Methoden und Komponenten

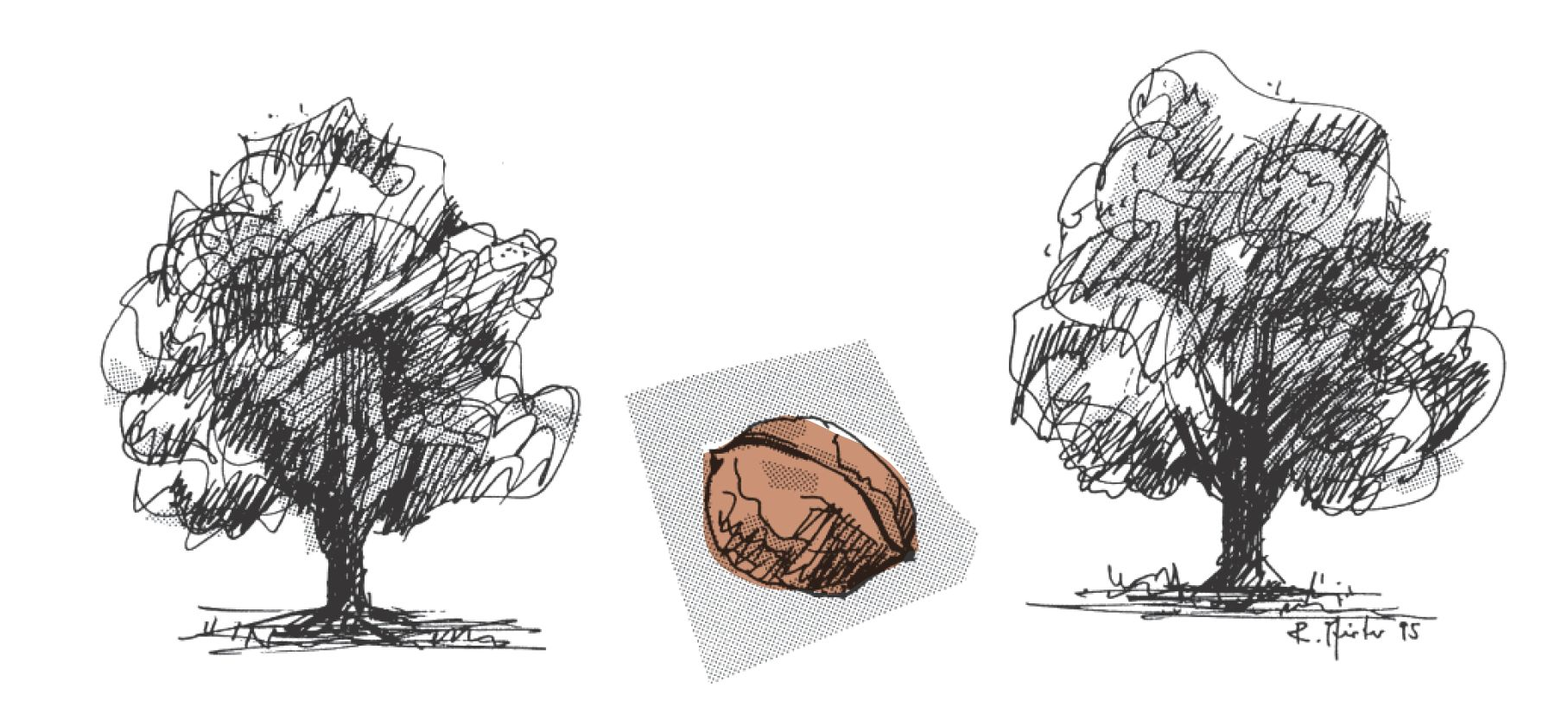
Das Lehrkunst-Logo des Hölsteiner Künstlers und Liestaler Dozenten Ruedi Pfirter

Das vom Schweizer Künstler Ruedi Pfirter entwickelte Logo der Lehrkunst zeigt zwei Bäume, zwischen die eine vergrößerte (Wal-)Nuss eingezeichnet ist. Dies steht für das Leitbild, den „Baum“ einer „Sternstunde der Menschheit“ zu einer Nuss zu komprimieren und diese Nuss, die für das formale Lehrstück steht, im Lehrkunstunterricht wieder zu einem Baum zu entfalten.
Neben der Methoden-Trias wird in den Lehrkunstwerkstätten seit Wolfgang Klafkis Mitwirkung auch immer die kategoriale Bildung in die Analyse der Lehrstücke mit einbezogen. Seit Mai 2003 werden in Bergs Lehrkunstwerkstätten und Doktorandenseminaren auch immer die Lehrstücke tabellarisch und komponentenweise auf ihren potentiellen Bildungsgehalt untersucht.
Im Frühjahr 2004 entwickelte Hans Christoph Berg ein Konzept mit sieben Kompositionsfiguren, die in den Klassikern der Lehrkunstdidaktik hervorzustechen schienen. Dieses Konzept wurde bis zum Jahr 2007 von Susanne Wildhirt mit weiterentwickelt, was zu den acht sogenannten Lehrstückkomponenten führte, die auch 2017 noch einerseits zu den hervorstechenden Merkmalen typischer Lehrstücke wie auch andererseits zu den gängigen Analyseinstrumenten für potentielle oder neue Lehrstücke gehören.

### Methoden-Trias
Die „Methoden-Trias“ Exemplarisch – Genetisch – Dramaturgisch, die auf Martin Wagenscheins Trias Genetisch – Sokratisch – Exemplarisch basiert, bildet das Grundfundament der Lehrkunstdidaktik.

#### Exemplarisch
Schon im Jahr 1952 trug ein Vortrag Martin Wagenscheins den Titel „Das ‚exemplarische Lehren‘ als ein Weg zur Erneuerung der höheren Schule“, und auch spätere Werke tragen das Exemplarische im Titel. Er selber schrieb einmal:

„Je tiefer man sich in ein Fach versenkt, desto notwendiger lösen sich die Wände des Faches von selber auf und man erreicht die kommunizierende, die humanisierende Tiefe, in welcher wir als ganze Menschen wurzeln, und so berührt, erschüttert, verwandelt und also gebildet werden.“

Das Prinzip des exemplarischen Lehrens bedeutet vor allem, dass nicht jeder denkbare Stoff behandelt wird, sondern ein wohlausgewählter, der besonders intensiv behandelt wird und damit einen höheren Aufschluss ganzer Klassen von Wissensinhalten möglich macht. Wer mit Mühen einen einzelnen Berggipfel erklommen hat, hat insgesamt das Bergsteigen bis zu einem gewissen Grad erlernt.
Für die Lehrkunst ist ganz entscheidend, dass es sich bei den bis in die Tiefe zu durchdringenden Exempeln nicht um irgendwelche handelt, sondern um die bestmöglichen – wofür Hans Christoph Bergs Formel von 2003, eine „Sternstunde der Menschheit im Unterricht wieder aufleuchten und einleuchten und weiterleuchten zu lassen“ mit Nachdruck plädiert.
Es liegt in der Natur der Sache, dass die Lehrstücke als Weiterentwicklungen und Vertiefungen der Exempel im Wagenschein’schen Sinne unter diesem Blickwinkel immer eine gewisse Anzahl von Unterrichtsstunden in Anspruch nehmen, in der Regel zehn bis über zwanzig.

#### Genetisch
Das Prinzip des Genetischen Lernens bedeutet in erster Linie, Wissen beim Lernenden entstehen zu lassen in einer ähnlichen Weise, wie es der Menschheit und dem Erstfinder dieses Wissens entstanden ist.

„Das Genetische gehört zur Grundstimmung des Pädagogischen überhaupt. Pädagogik hat mit dem Werdenden zu tun: mit dem werdenden Menschen und – im Unterricht, als Didaktik – mit dem Werden des Wissens in ihm.“

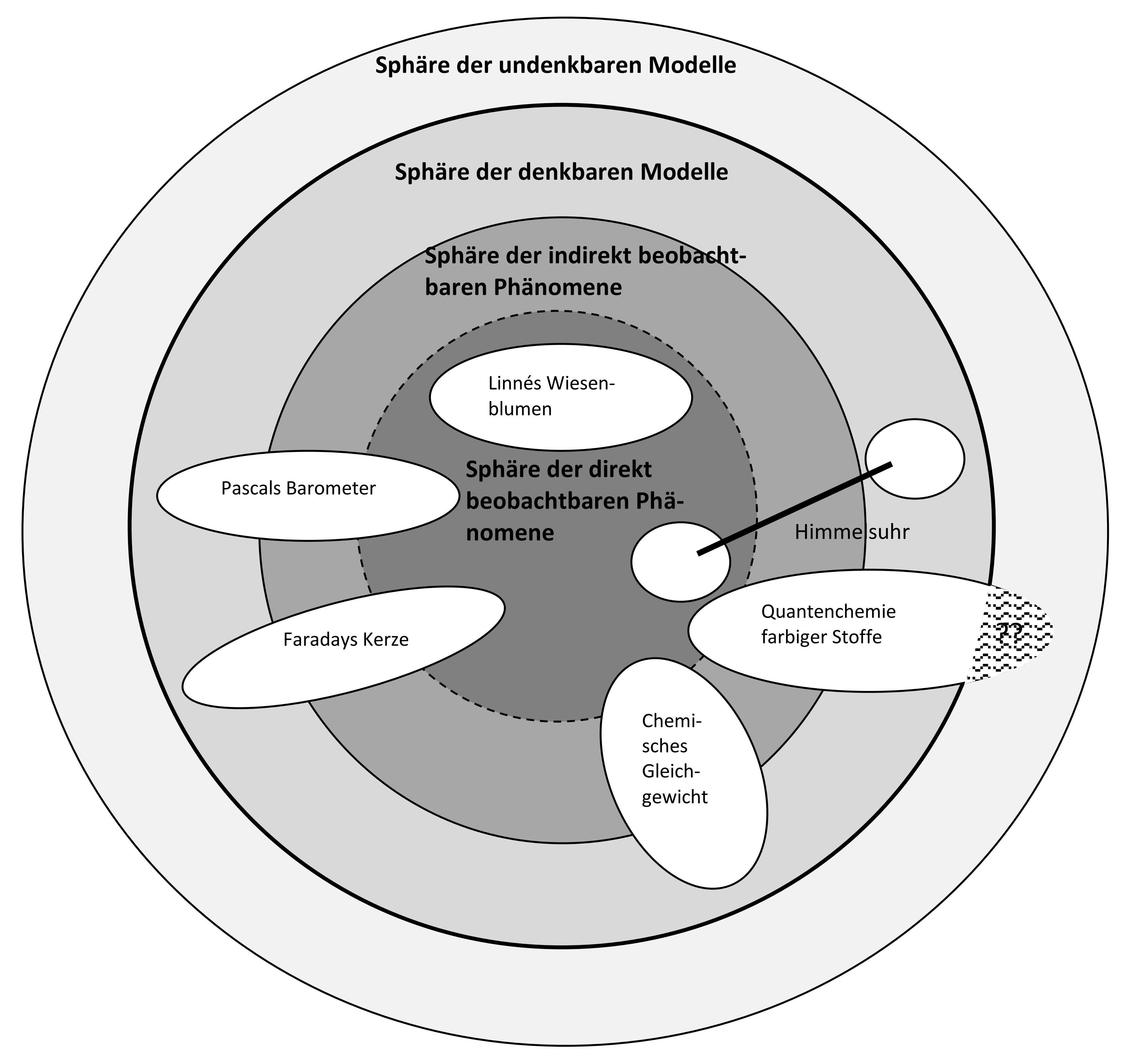
Lehrstücke der Lehrkunstdidaktik, eingeordnet in die Sphären der Anschaulichkeit (Marc Eyer 2013; von innen nach außen):
1.) Sphäre der direkt beobachtbaren Phänomene
2.) Sphäre der indirekt beobachtbaren Phänomene
3.) Sphäre der denkbaren Modelle
4.) Sphäre der undenkbaren Modelle

Auch die Entwicklungspsychologie Jean Piagets ist eine genetische Psychologie. Denn das, was sie zu fassen sucht, ist Werden und Prozess und sind nicht die „mechanischen“ Bauteile und ihre Summe.
Eine wichtige Prüffrage für das Genetische lautet:
„Werden die Eigenkräfte im Lerner in ihrem Wachsen erstickt oder werden sie in ihrem Wachsen gefördert?“
Das Genetische wird von Christoph Berg vor allem im Sinne Otto Willmanns, gewissermaßen organisch-genetisch aufgefasst. Das Ganze ist der Ausgangspunkt, von dem aus man sich auf die Suche nach den Teilen macht, um einst wieder beim Ganzen anzukommen. Das entspricht in etwa dem metaphysischen Standpunkt, dass schwerlich die Buchecker die Buche „erfunden“ habe, sondern eher umgekehrt.
Das genetische Lernen kennt keine „Stundenziele“, sondern es rechnet in Zeitspannen, die dem Lernenden das Erfassen des zu Erlernenden möglich machen. Überdies kann schwerlich in normierter Form bestimmt werden, wie der Erschließungsvorgang im Inneren des einzelnen Lernenden auszusehen habe. Dennoch wird die Individualgenese beim Nachentdeckenden immer der Genese des Erstentdeckers und der Menschheit an sich ähnlicher sein, als es eine hierarchisch-systematische Strukturierung induziert.
Marc Eyer weist in deiner Dissertation von 2013 darauf hin, dass der naturwissenschaftliche Unterricht in der Sekundarstufe vor allem durch die „denkbaren Modelle“ dominiert wird, während der Lernende oftmals nicht einmal die „direkt beobachtbaren Phänomene“ halbwegs durchdrungen hat und die dazwischen anzusiedelnden „indirekt beobachtbaren Phänomene“ oft gar nicht erst angesteuert wurden. Und das, obwohl sich in der Individualgenese des Wissens die das jeweilige Gebiet erschlossen habenden Forscher so gut wie immer kontinuierlich zwischen diesen Sphären bewegt haben. Die nebenstehende Abbildung zeigt beispielhaft (und natürlich nur schematisch angedeutet) für Lehrstücke der Lehrkunstdidaktik das bei ihnen typischerweise kontinuierliche Spektrum.

#### Dramaturgisch
Das größte Verdienst Theodor Schulzes für die Lehrkunstdidaktik ist es wohl, den Geist Gottfried Hausmanns hereingeholt zu haben. Sein über 60 Seiten fassender Abschnitt Lehrstückdramaturgie in Berg/Schulze (1995) erscheint auch nach über 20 Jahren aktuell und ist auch über die Jahre ein vielzitierter geblieben. Doch starten wir bei Hausmann:

„Etwas, das mich bildet, ist ein dramatischer Prozess; das ist keine Analogie, sondern bildende Erfahrungen sind, strukturell gesehen, dramatisch.“

Hausmanns Satz scheint den Einschub „das ist keine Analogie“ förmlich zu brauchen, um in ihrer Tiefe und Intention überhaupt verstanden zu werden. Denn „das Drama“ ist nur auf den ersten, flüchtigen Blick eine „Erfindung“ des Menschen, um seinesgleichen zu unterhalten, zu berühren oder zu manipulieren. Vielmehr ist es Drama, was das lebendige Wesen vom ersten Moment an treibt.
Ein dramaturgisch gelungenes Lehrstück muss den Lernenden nur im Einzelfalle in ein Sokratisches Gespräch „zwingen“. Denn oftmals lässt bereits die Dramaturgie den Lernenden sich die Fragen stellen, die ihn dem Verstehen näher führen. Schulze gibt zu bedenken:

„Das sokratische Lehren erfordert, wenn es nicht zu einem suggestiven oder gängelnden Herausfragen missraten soll, ein großes Geschick. Wir meinen, daß dies nur eine Möglichkeit der Regieführung durch den Lehrer ist und daß es sehr viel wichtiger und zugleich auch einfacher ist, die Schülerinnen und Schüler in irgendeine Art von Handlung zu verwickeln und sie auf diese Weise zur Äußerung anzureizen und damit eine Möglichkeit der Überprüfung und der Selbstkorrektur zu eröffnen. In diesem Sinne ist die Lehrweise der Lehrkunst eher eine dramatische als eine sokratische.“

Schon vor Hausmann hatte Otto Willmann die prozessorientierte Unterrichtsweise als ein „Inszenieren des Suchens und Findens“ bezeichnet.
Da ein Lehrstück ein „Werk“ ist und die Lernenden auch Historisches nachempfinden sollen, spielt die Lernumgebung, unter Berücksichtigung der vorhandenen Räumlichkeiten, eine entscheidende Rolle. Originaldokumente und das Auftreten historischer Charaktere verleihen mitunter eine ganz besondere Authentizität, müssen andererseits mit Bedacht eingesetzt und inszeniert werden.
Wo und mit welchen Zitaten tritt etwa Faraday im Kerzenlehrstück auf? Die reinen Handlungsanweisungen in den Original-Übersetzungen der Vorlage Naturgeschichte einer Kerze unterscheiden sich von denen des Lehrers nur in ihrer etwas altertümlich anmutenden Sprache. Die wenigen lyrisch-pathetischen Zeilen der Vorlage jedoch sind geeignet, nach der Phase des Experimentierens und Suchens noch einmal innezuhalten und so einen Akt ausklingen zu lassen und die Situation zu schaffen, in der der nächste auf gutem Boden gedeihen kann:

„(...) Die Flamme erleuchtet die Finsternis – das Licht des Diamanten aber ist ein Nichts, es ist erst da, wenn der Strahl einer Flamme auf ihn fällt. Die Kerze allein leuchtet für sich selbst und durch sich selbst, für Die, welche ihre Bestandtheile zueinander geordnet haben!“

Und wer könnte die biologische Kerze besser abschließen als der „Meister“ selber mit den folgenden Worten:

„Und so sehen wir denn Alles sich regen zu dem einen großen Werke, die beiden lebendigen Reiche der Schöpfung einander dienstbar zu machen. Alle Bäume, Sträucher und Kräuter der Erde nehmen Kohlenstoff auf; sie nehmen ihn durch die Blätter aus der Luft, in die wir und alle Thiere ihn in Gestalt von Kohlenluft entsendet haben, und sie wachsen und gedeihen darin. Gebt ihnen ganz reine Luft, wie sie uns am dienlichsten ist – sie werden dahinwelken und absterben; gebt ihnen Kohlenluft, und sie werden wachsen und sich wohlbefinden. Alle Kohle im Holz und in den Pflanzen stammen aus der Atmosphäre, welche die Kohlenluft aufnimmt, die uns schädlich, jenen aber nützlich ist – was dem Einen den Tod brächte, dem Andern bringt es Leben. Und so sehen wir Menschen uns abhängig nicht nur von unseren Nebenmenschen, sondern abhängig von aller Mitkreatur, sehen uns mit dem All der Schöpfung zu einem großen Ganzen verbunden durch die Gesetze, nach denen jedes Glied zum Heile der anderen lebet und webet und schafft.“

„Gespielt“ werden kann er indes in der Regel nur vom gleichen Lehrer, der ansonsten behutsam und eher zurückhaltend durch das Stück führt. Als optisches Requisit hat sich da die schnell aufgesteckte Fliege als völlig ausreichend erwiesen; viel wichtiger ist hier, den passenden Duktus zu finden und Pausen zu lassen. Was auch Teil der „Kunst“ in der Lehrkunst ist.
Je tragender und situationsangemessener die dramatischen Elemente eingesetzt werden, desto mehr entstehen die Fragen beim Lernenden selber. Das wohldurchdachte Lehrstück ist die notwendige Basis, aber da die Rollen der Schüler von Inszenierung zu Inszenierung variieren werden, ist jede „Aufführung“ ein Unikat, das eines stets gegenwärtigen „Regisseurs“ in Form des Lehrenden bedarf.

### Kategoriale Bildung
Wolfgang Klafkis epochale Dissertation von 1957 hatte im Nachklang des Tübinger Gesprächs von 1951, an dem auch Martin Wagenschein beteiligt war, ihren Verlauf genommen im Versuch, Wege aus der Bildungsmisere an den Schulen in den Nachkriegsjahren zu weisen. In der Tübinger Resolution heißt es:

„Leistung ist nicht möglich ohne Gründlichkeit, und Gründlichkeit nicht ohne Selbstbeschränkung. Arbeiten-Können ist mehr als Vielwisserei. Ursprüngliche Phänomene der geistigen Welt können am Beispiel eines einzelnen, vom Schüler wirklich erfassten Gegenstandes sichtbar werden, aber sie werden verdeckt durch eine Anhäufung von bloßem Stoff, der nicht eigentlich verstanden ist und darum bald wieder vergessen wird. (...) 
Die Durchdringung des Wesentlichen der Unterrichtsgegenstände hat den unbedingten Vorrang vor jeder Ausweitung des stofflichen Bereiches.“

#### Einordnung der „alten“ Bildungstheorien
Als Klafki Ende der 1950er Jahre an seiner Dissertation schrieb, konzentrierte sich die pädagogische Diskussion „immer stärker auf das Problem der Auswahl der Bildungsinhalte für die verschiedenen Schulformen und Schulstufen“. Zu dem Zeitpunkt standen sich die Lager der Anhänger von zwei Bildungstheorien unversöhnlich gegenüber, die sich jeweils noch einmal aufspalten ließen:
1. Materiale Bildungstheorien
  1. Wissenschaftliche Bildung (bildungstheoretischer Objektivismus; an Kulturgütern wie sittlichen Werten, ästhetischen Gehalten oder wissenschaftlichen Erkenntnissen orientiert)
  2. Klassische Bildung (an „klassischen“ Idealen, Leitbildern und Werten des jeweiligen Volkes oder Kulturkreises orientiert)
2. Formale Bildungstheorien
  1. Funktionale Bildung (an der Formung, Entwicklung und Reifung von dem Menschen innewohnenden körperlichen, geistigen und seelischen Kräften orientiert)
  2. Methodische Bildung (an Aneignung und Beherrschung verschiedener Methoden zur Erschließung der Fülle an Inhalten)

Den materialen Bildungstheorien ist gemein, dass sie das Objekt, also die Lerninhalte, in den Vordergrund stellen, während die formalen Bildungstheorien sich am Subjekt, also am Lernenden, orientieren.
Klafki entdeckte und wies nach, dass nur die dialektische Synthese beider bzw. aller vierer Stoßrichtungen zu einer wirklichen, „kategorialen“ Bildung führe und keine der Strömungen alleine zum Ziel führen könne. So verfüge der bildungstheoretische Objektivismus über keinerlei pädagogische Auswahlkriterien und der Lernende sei den Kulturinhalten „schutzlos ausgeliefert“ – während die klassische Bildungstheorie zwar festgelegte Kriterien habe, aber nicht offen gegenüber neuen Problemstellungen sei, da diesen oftmals der „klassische“ Hintergrund fehle. Die formale Bildungstheorie vernachlässige hingegen die Wirkung der Bildungsinhalte selber und setze überdies ein Vorhandensein solcher „innerer Kräfte“ voraus; die methodische Bildungstheorie schließlich setze auf die Aneignung von Wertmaßstäben, Gefühlskategorien und Denkweisen, die ohne Inhalte nicht existieren könnten.
Wesentlichste Erkenntnis von Klafki ist, dass Bildung (in seinem Sinne) nicht stattfinden könne, ohne dass der Lernende in einer „wechselseitigen Erschließung“ ständig die Rolle zwischen Subjekt und Objekt wechsele.
Klafki hatte in seiner Dissertation auch den Abgleich der vier herkömmlichen Bildungstheorien anhand des Wagenschein’schen Exempels Der Mond und seine Bewegung geführt und zur dialektischen Synthese gebracht, jedoch stellte er in späteren Werken andere Kriterien in den Vordergrund. Gleichwohl werden in den Lehrkunstwerkstätten nach Hans Christoph Berg noch immer die Lehrstücke in Richtung der vier Bildungstheorien seziert.

#### Das Fundamentale, das Elementare und das Exemplarische
Nach Klafki wird im kategorialen Bildungsprozess „eine dingliche und geistige Wirklichkeit für einen Menschen erschlossen“ und andererseits „wird ein Mensch für seine Wirklichkeit erschlossen“. Entscheidend ist indes, inwiefern ein Bildungsinhalt auch tatsächlich Bildungsgehalt in sich trägt. In seiner Dissertation von 1957 stehen dabei insbesondere die Begriffe „fundamental“, „elementar“ und „exemplarisch“ im Zentrum, wobei das Exemplarische bei Klafki nicht deckungsgleich mit dem ist, was Wagenschein oder Berg darunter verstehen. Fundamental sind grundlegende Erfahrungen und Einsichten und eng an das Subjekt gebunden. Elementar sind demgegenüber grundlegende Sachverhalte, die über sich selbst hinaus weisen und etwas Allgemeines aufzudecken in der Lage sind, weshalb sie gleichermaßen die Subjekt- wie die Objektseite umfassen. Exemplarisch im Klafki’schen Sinne von 1957 sind schließlich genau die Inhalte, also Objekte, die Fundamentales und Elementares aufzudecken vermögen.

#### Prüfkriterien für kategoriale Bildung
Klafkis Prüfkriterien für das Kategoriale sind immer mal wieder von ihm modifiziert worden. In der Hauptsache sehen sie klassischerweise in etwa wie folgt aus:
- Repräsentanz für grundlegende Sachverhalte
- Gegenwarts- und Zukunftsbedeutung
- Vergangenheitsbedeutung
- Wirklichkeitsbezug
- Durchdringbarkeit zum Fundamentalen

In späteren Publikation hatte Klafki ein deutlich stärkeres Augenmerk auf emanzipatorische Aspekte.

#### Sinndimensionen kategorialer Bildung
Auf dem Luzerner Kongress 2003 führte Klafki fünf Sinndimensionen allgemeiner Bildung auf, die er bis 2007 auf sechs erweiterte:
1. Pragmatische Dimension
2. Schlüsselprobleme der modernen Welt
3. Ästhetische Dimension (ästhetische Wahrnehmungs- und Gestaltungsfähigkeit)
4. Verstehen epochenübergreifender Menschheitsthemen
5. Ethische Bildung
6. Bewegungskompetenz

Es ist nicht zu übersehen, dass gerade der vierte Punkt sehr deutlich auf die Lehrkunstdidaktik verweist, nachdem Klafki in früheren Publikationen die Schlüsselprobleme ins Zentrum gesetzt hatte. Doch die Lehrstücke bedienen, je nach Thema, auch in unterschiedlichem Maße die anderen Sinndimensionen.

### Lehrstückkomponenten
Die Lehrstückkomponenten sind Grundmerkmale von Lehrstücken; je nach Kontext treten sie alle gleichermaßen oder aber in unterschiedlicher Gewichtung auf.

#### Reizvolles Phänomen
Das reizvolle Phänomen ist der Anfangsgrund eines jeden Lehrstücks. Es entspricht dem Prinzip des Exemplarischen, dass von allen untersuchbaren Gegenständen genau die ausgewählt werden, die schon von innen heraus den Lernenden beschäftigen und Fragen an ihn stellen. Etwa die einerseits wohlbekannte, andererseits rätselhafte Kerze.
Der phänomenbasierte Unterricht stellt nicht wissenschaftliche Endprodukte wie Grundbegriffe, Axiome oder Theorien in den Vordergrund, sondern das, was der Lernende bereits von Anfang an in seiner Lebenswelt wahrnimmt.

#### Organisierende Sogfrage
Die organisierende Sogfrage ist eine Frage, die das reizvolle Phänomen bereits von sich aus zu stellen scheint und die treibend durch das gesamte Lehrstück oder zumindest durch einen Akt desselben führt:
Wohin geht die Masse der Kerze, woher kommt sie? (Faradays Kerze, insbesondere Akt 3)
Und was brennt da überhaupt? (Akt 1) Was passiert da in der Flamme? (Akt 2)
Warum läuft das Wasser nicht aus dem Bierglas? (Pascals Barometer)
Warum fällt der Mond nicht runter, warum sehen wir ihn nur halb? (Der Mond und seine Bewegung)
Warum haben die Menschen der bescheidenen Heiligen ein so prunkvolles Gotteshaus gewidmet? (Unser heimatlicher Dom)
Woher hat unser Stadtberg seine Form? (Wettersteine)
Ein „Sog“ in Richtung erkenntnisleitender Fragestellung ist die Grundlage genetischen Lernens.

#### Ich-Wir-Balance
Es liegt in der Natur genetischen Lernens, dass die Sogfragen und Leitmotive im Inneren des Lernenden sich stellen und hervortreten, wo sie auch Raum haben müssen, einen individuellen Weg der Erkenntnisfindung zu gehen. Andererseits wird ein solcher Prozess nur schleppend verlaufen, wird er nicht durch das vom Lehrenden moderierte Sokratische Gespräch und die Widerspiegelung durch andere Lernende immer wieder in neue Bahnen geführt. Es ist eine Kunst, eine sinnvolle Balance zwischen den sokratisch leitenden Impulsen durch die Lehrkraft, den nicht im Voraus berechenbaren Impulsen der Mitschüler und der freien inneren Erkenntnisgenese zu finden. Dies drückt mehr oder weniger die etwas konstruiert anmutende Wortschöpfung Ich-Wir-Balance aus.
Da die Lehrkunst keinen festen Weg vorgeben möchte, wird es nicht ausbleiben, dass innerhalb einer Lerngruppe sich völlig unterschiedliche Lösungsfindungsprozesse ergeben. Diese sollen einerseits nicht voreilig gebremst werden durch den Output anderer Lernender, andererseits kann es gerade besonders wertvoll sein, nach individuell nachvollzogenen Teillösungen diese mit denen anderer Lernender zu vergleichen.
Wildhirt (2007) führt beispielhaft eine Abschlussdiskussion in einer 8. Klasse aus Nölle (2007) an, deren Schüler gerade in Pythagoras’ Dreiecksquadrate höchst unterschiedliche Beweismethoden zum Satz des Pythagoras nachvollzogen hatten und die befragt wurden, welches ihr „Lieblingsbeweis“ sei – was in jener frühen Klassenstufe eigentlich schon für sich gesehen bemerkenswert ist. Ein solcher Austausch ist letztlich für das Ich eine konfirmative bis modifizierende Widerspiegelung und erschafft ein neues, erweitertes Wir, auf das bei unmittelbar folgenden Einheiten zurückgegriffen werden kann.

#### Aus einer Urszene dynamisch entfaltete Handlung
Die Lehrkunst verfolgt das hehre Ziel, eine Vielzahl von Unterrichtsstunden zu einer dramaturgischen Einheit zu machen, in der jeder Schritt aus dem vorherigen erwächst und am Ende das Phänomen, das Anfangsgrund des Lehrstücks war, in neuem Licht erstrahlt. Man kommt nach einer langen Reise zurück zum Ursprungsort, der immer noch als dieser erkannt wird, aber viel an Gestalt dazugewonnen hat.
Findet eine solche Rückkehr nicht statt, droht vieles vom soeben Gefundenen wieder verloren zu gehen. Andererseits muss der Start- und Zielort hinreichend prägnant sein. Und die Reise darf keine Zugfahrt sein, die sicher von einem Kundigen gesteuert wird und in der der Reisende beliebig selbst nach Belieben entscheiden kann, was er vom Weg wahrnimmt. Vielmehr ist es ein gemeinsamer Fußmarsch einer Gruppe von Goldsuchenden. Und der bislang beschrittene Weg entscheidet darüber, welchem Pfad weiter gefolgt wird.
Die Wahl der Urszene spielt eine gehörige Rolle für die Möglichkeit der dynamisch sich entwickelnden Handlung. Im Idealfalle löst sie eine intrinsische Suche aus. Wenn etwa der große Isaac Newton die Sichel des Mondes anschaut und sinniert (Der Mond und seine Bewegung) oder der junge Carl von Linné die Fülle an Blüten betrachtet und eine Ordnung in diesem scheinbar unerschöpflichen Teiluniversum sucht (Linnés Wiesenblumen), haben Schülerinnen und Schüler einen bildhaften Ausdruck präsent, werden mitgezogen und folgen von innen heraus deren Fragestellungen.
Das Fallgesetz im Brunnenstrahl ist sogar nach seiner Urszene benannt, die auf einer Zeichnung Wagenscheins festgehalten ist; in Pascals Barometer zieht sich die Urszene – das aus der Waschschüssel gezogene Bierglas, das hier auch für das reizvolle Phänomen steht – in Variationen durch das gesamte Lehrstück und wird im Finale noch einmal, der gewonnenen Erkenntnis folgend, unter geänderten Bedingungen (entstehendes Vakuum) nachgespielt.
Eine möglichst authentische Urszene begünstigt das Nachentdecken, das die notwendige explizite Lernhilfe durch den Lehrenden auf ein Minimum beschränkt.

#### Originäre Vorlage
Die Lehrkunst möchte „Sternstunden der Menschheit“ wieder aufleuchten lassen. So gut wie immer sind sie mit Namen verbunden, oftmals auch mit bekannten Zitaten und Anekdoten. Nicht umsonst tragen in der Physik die meisten Maßeinheiten die Namen der Forscher, ohne die sie nicht benannt worden wären, da ihre Wirkung ohne diese nicht bekannt geworden oder untersucht worden wäre. Auch die Mendelschen Gesetze in der Biologie tragen, ähnlich den Newtonschen in der Physik, einen Forschernamen und die Psychoanalyse ist untrennbar mit Sigmund Freud verbunden.
Das Primat der originären Vorlage ist in der Lehrkunst schon dadurch gerechtfertigt, dass der individualgenetische Lernprozess mach Möglichkeit tatsächliche Sternstunden aufleben lassen soll, die wirklich epochal und kategorial die Welt ihrer Zeit verändert haben. Mit Leonardo da Vinci könnte man sagen:

„Wer zur Quelle gehen kann, der gehe nicht zum Wassertopf.“

Freilich liegen nur in Glücksfällen komplette Quellen offen. Manchmal sind es nur vereinzelte Berichte und Briefe, in anderen Fällen nur Quellentexte, deren Nähe zum Urheber verbrieft ist. Im Zweifel können auch diese Verwendung finden. Die Lehrkunst verfolgt nicht zuallererst das Ziel, große Persönlichkeiten biographisch exakt nachzubilden, sondern den genetischen Findungsprozess einer Kultur, einer Epoche oder einer großen Person individualgenetisch nachzuschreiten.
In Faradays Kerze tritt der hier selber nachentdeckende, gleichwohl seinerseits in anderen Gebieten (Elektrostatik) epochal wegweisende Michael Faraday an die Stelle der Ägypter (physische Kerze), Robert Boyles und Antoine Laurent de Lavoisiers (chemische Kerze) sowie Joseph Priestleys (chemische und vor allem biologische Kerze).

#### Kategorialer Aufschluss
Der kategoriale Aufschluss ist eng an die kategoriale Bildung gebunden und ist durch die Tiefe des Erschließens geprägt. Die Bildungsgenese anhand des Exemplarischen erschließt im Idealfalle Sinn- und Erkenntnisfindungen, die weit über das Exempel hinausgehen. Gerade die Lehrkunstdidaktik, die ja nur ein Bruchteil der über das Jahr zur Verfügung stehenden Gesamtunterrichtszeit für sich reklamiert, hat diesbezüglich besonders hohe Ansprüche.
Im für eine diesbezügliche Analyse geradezu prädestinierten Kerzenlehrstück erschließen sich nicht nur einfach beobachtbare, aber nie zuvor beobachtete Phänomene, sondern chemische und biologische Stoffumwandlungen als solche ebenso wie die Existenz und Funktionsweisen von Kreisläufen; in den kognitiven Mechanismen  schließen sich mitunter gar prinzipielle Wege auf, vom Phänomen zur Erklärung zu gelangen, wie es für das genetische Lernen typisch ist. Der Lernende versetzt sich in Zeiten um 1860 und früher mit ihrer von der unsrigen zum Teil verschiedenen Lebenswelt, erwirbt praktische Fähigkeiten, die er fortan ständig eigeninitiativ einsetzen kann und sensibilisiert sich sogar für einerseits aktuelle, andererseits zeitlose, für die Menschheit an sich hochrelevante Probleme wie denen der Ökologie, um am Ende des Prozesses rückblickend gewahr zu werden, dass die Lerninhalte auch in ästhetischer Hinsicht hinzugewonnen haben und dass der beschrittene Gang der Findung auch die Möglichkeiten, (künftig) andere Objekte zu erschließen, erheblich erweitert.

#### Werkschaffende Tätigkeit
Ein Lernprozess wird besonders dankbar erinnert, wenn aus ihm ein Gegenstand (Werk) erwächst, der vom Lernenden selber erschaffen worden ist und bei ihm verbleibt. Wer, nachdem er sich in Pascals Barometer erschlossen hat, was Druck überhaupt ist – oder besser, wie dieser seine Umgebung und Erlebniswelt prägt und auch konstruktiv genutzt werden kann, während er auf der anderen Seite einschränkend wirkt – wird durch das seinerzeit selber gebaute Barometer, das symbolisch seine eigene Entstehungsgeschichte in sich trägt, immer wieder, bewusst und unbewusst, seines Erkenntnisgewinnes gewahr.
Das schülereigene, individuell mitnehmbare „Werk“ ist wünschenswert und dankbar, aber keine zwingende Komponente.

#### Grundorientiertes Denkbild

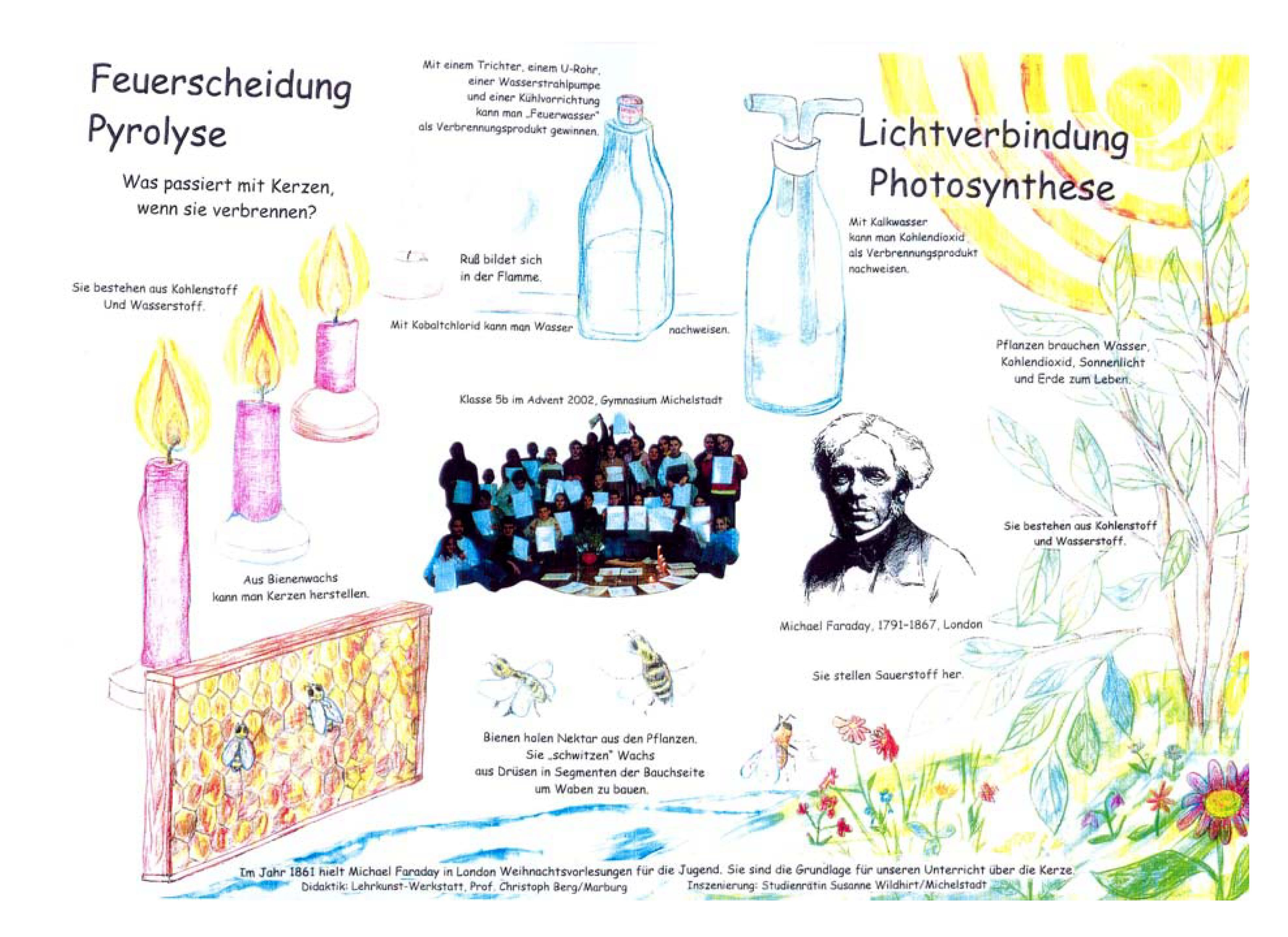
Denkbild zu Faradays Kerze (Susanne Wildhirt)

Es liegt nicht fern, am Ende einer Unterrichtsreihe noch einmal das Gelernte am geistigen Auge vorbeiziehen zu lassen – und dies natürlich vom Individuum zur Gruppe hin in Dialog zu bringen. Was spricht nun dagegen, durch Schreiben und Zeichnen daraus ein kollektives Werk zu schaffen?
Eine Mutter aller Denkbilder, zumindest derer aus Kreisen der Lehrkunstdidaktik, dürfte ein Plakat in DIN A0 gewesen sein, das Kirchhainer Schüler des Biologie- und Chemielehrers Andreas Trepte einmal zu Ende einer Inszenierung von Linnés Wiesenblumen erstellt hatten. Der Hausmeister der Schule soll derart angetan gewesen sein, dass er über Nacht einen Rahmen zimmerte und das Plakat in der Schulcafeteria aufhängte. Auch die Studenten des damals von Trepte mitbetreuten Lehrkunstseminars Hans Christoph Bergs waren sehr angetan – vor allem aber traf Letzteres auf Berg selbst zu. Was zu der Idee führte, möglichst allen Lehrstücken eine denkbildliche Gestalt zu geben.
Martin Wagenschein schrieb im Exempel Das Fallgesetz im Brunnenstrahl in der ihm typischen, lyrischen Art:

„Schauen wir jetzt den Brunnenstrahl noch einmal an, wie er ruhig und glitzernd seinen Weg nimmt, so sehen wir seine Schönheit nach wie vor. Nur sehen wir noch ein feines Gespinst außerdem: feine Linien, Zugstraßen unseres Denkens, umgeben und durchdringen ihn und das Feld der um ihn und in ihm lautlos streitenden, lautlos sich einigenden Mächte: des gleichförmig durch den Raum Geschleudertseins und des quadratisch beschleunigten Sturzes. Es ist dadurch der Anmut dieses Strahles nichts genommen. Sie ist uns nur noch einmal gegeben: wir schauen sie nicht nur, wir denken sie auch.“

Wird ein solches Bild nicht vom Meister in Worte gemalt, sondern von den Lehrlingen in Bilder und Collagen gefasst, so gilt insbesondere:
- Das Denkbild hilft beim Resümieren des Unterrichtsgegenstandes.
- Es regt Lernreflexionen und Metagespräche auch über den Unterricht hinausgehend an.
- Es ist so gestaltet, dass es das und nur das zeigt, womit man sich beschäftigt hat.
- Es bietet eine Grundorientierung über die Reichweite eines Themas (entsprechend einer thematischen Landkarte), wohinein spätere Erkenntnisse eingepasst werden können.
- Es wird von den Schülerinnen und Schülern als sinnstiftend und identifikationswirksam wahrgenommen, besonders, wenn seine Gestaltung in den Unterrichtsprozess integriert wird. (Hier kann es Überschneidungen mit der werkschaffenden Tätigkeit geben.)
- Es eignet sich zur öffentlichen Darstellung und liefert so einen Beitrag zur Schul-Kultur.

## Forschung und Lehre

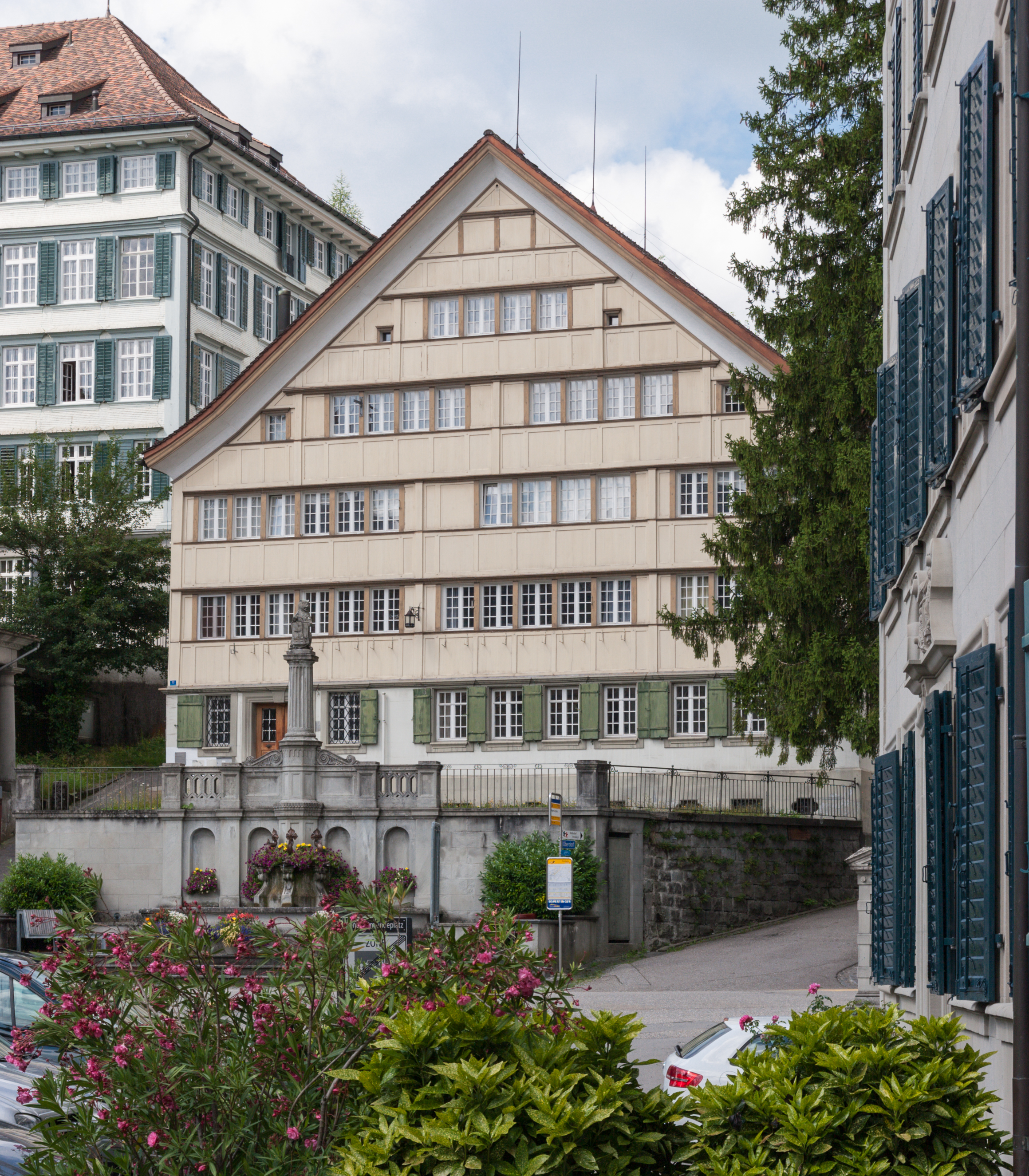
Im Ortskern, außerhalb der Schule gelegenes Internatsgebäude der Kantonsschule Trogen, in der auch eine Lehrkunstwerkstatt betrieben wird

Bislang wurden seit 1996 sechzehn Dissertationen zur Lehrkunst geschrieben, davon allein dreizehn an der Philipps-Universität Marburg (vgl. Abschnitt Dissertationen). Neben dem auch im hohen Alter noch aktiven Hans Christoph Berg wird die Lehrkunst in Marburg noch vom dort sehr populären Astronomiedidaktiker Daniel Ahrens gelehrt, der im Jahr 2005 bei Berg promoviert hatte und auch Mitautor von Berg/Schulze (1995) ist. Berg (* 1936) ist nach Wolfgang Klafkis (* 1927, † 2016) und Heinz Stübigs (* 1938) Rückzug aus dem Lehrbetrieb derzeit in Marburg die letzte Lehrperson mit venia legendi für Dissertationen, die sich im Bereich der Lehrkunst engagiert; sollte er sich einst aus Altersgründen aus dem Lehrbetrieb zurückziehen, so stünde ziemlich offen, ob es weitere Marburger Arbeiten zum Thema gäbe. Zweitgutachterin der laufenden Dissertationen bei Berg ist die frühere Klafki- und Berg-Schülerin Susanne Lin-Klitzing, die zeitweilig das Doktorandenseminar mitbetreut hatte und auch eine Ausfallbürgschaft zugesagt hat.
Während Berg seine Seminare zur Lehrkunst in Form von sogenannten Lehrkunstwerkstätten abhält, innerhalb derer in zweiwöchigem Turnus die Studierenden in dreieinhalbstündigen Sitzungen auf wechselnde, externe und erfahrene Lehrkunstdidaktiker treffen, die neue Ausarbeitungen bewährter Lehrstücke vorführen, veranstaltet Ahrens Blockseminare, in denen Gruppen von Studierenden eigenständig Klassiker unter den Lehrstücken aufzubereiten und vorzuführen haben; überdies hält er diverse andere Seminare zur Didaktik Wagenscheins ab.
An der Pädagogischen Hochschule Bern wird die Lehrkunstdidaktik insbesondere vom Physikdidaktiker und  Wagenschein-Preisträger (1994) Ueli Aeschlimann (2. Promotion 1999) und vom Institutsleiter (Sek II) Marc Eyer (2. Promotion 2013) vertreten. An der Pädagogischen Hochschule Luzern lehrt Susanne Wildhirt (Promotion 2007). Insgesamt ist die Lehrkunstdidaktik in der Schweiz deutlich weiter verbreitet als in Deutschland, was auch mit der dortigen besonderen Anerkennung Wagenscheins zu tun hat.
Nur auf die Didaktik sozialwissenschaftlicher Fächer beschränkt lehren Andreas Petrik an der Uni Halle-Wittenberg und sein früherer Lehrer Tilman Grammes an der Hamburg auch Lehrkunst.
Auch außerhalb Marburgs wird in verschiedenen, meistens mit Berg koordinierten Lehrkunstwerkstätten der Lehrstückunterricht kollegial und oft über einen längeren Zeitraum hinweg durchdacht, erprobt und variiert. Lehrkunstwerkstätten bestehen oder bestanden auf Schweizer Boden am Gymnasium Leonhard in Basel, in Bern, in Liestal/Basel-Land, an der Kantonsschule Alpenquai in Luzern, an der Volksschule in Sulgen/Thurgau, an der Kantonsschule Trogen in Trogen/Appenzell Ausserrhoden, in Winterthur und in Zürich. In Deutschland besteht eine Werkstatt am Gymnasium Bethel in Bielefeld-Bethel und eine an der sehr kleinen Raiffeisen-Schule in Wetzlar; historisch bestand außerdem eine Lehrkunstwerkstatt an der Wilhelm-Löhe-Schule in Nürnberg und in Herborn, wo jährlich die Herborner Lehrkunsttage unter Beteiligung der Stiftsschule St. Johann in Amöneburg stattfanden.
Manche Schulen arbeiten auch jenseits der „orthodoxen“ Lehrstücklehre autonom mit der Lehrkunst. So wurde im Landschulheim Steinmühle in Marburgs Süden ein fachübergreifender Konsens unter den Lehrenden erarbeitet, in regelmäßig stattfindenden Projekttagen bestimmte Lehrstücke obligativ aufzuführen.

## Rezeption

### Rezensionen
Ewald Terhart  setzte sich im Jahr 1995 in der Vierteljahreszeitschrift Die deutsche Schule der Gewerkschaft Erziehung und Wissenschaft mit den Büchern Suchlinien (Berg 1993) und Lehrkunst (Berg/Schulze 1995) auseinander. Seine Rezension sieht Berg und das Lehrkunst-Konzept ganz in der Tradition der deutschen Reformpädagogik im Anschluss an Wagenschein und Hausmann und lobt die „Inhaltlichkeit“, insbesondere die Tatsache, dass die Unterrichtsexempel den größten Raum einnehmen. Er sieht für die flächendeckende Umsetzbarkeit jedoch ein Problem:

„Was ist, wenn jemand zwar Lehrkünstler bzw. -künstlerin werden will – es aber doch aufgrund individueller und/oder struktureller Barrieren nicht werden kann? Auf künstlerisches Ingenium zu setzen und doch zugleich zu wissen, daß der Lehrerberuf von seinen objektiven, administrativen Bedingungen her in der Tat kein Künstlerberuf ist: hierin liegt eine gewisse Paradoxie, vor der man gerade dann, wenn man vom pädagogischen Wert lehrkünstlerischen Handelns überzeugt ist, die Augen nicht verschließen darf.“

Auch rügt Terhart den seiner Ansicht nach nicht treffenden Untertitel „Lehrbuch der Didaktik“ des zweiten Buches, anerkennt aber das, was das Buch in seinen Augen ist: ein gelungenes Plädoyer für ein lehrkünstlerisches Verständnis von didaktischem Handeln.
Gerd Heursen publizierte unter dem Titel Ungewöhnliche Didaktiken in der Zeitschrift Pädagogik im Jahr 1996 eine siebenteilige Artikelserie, die er im folgenden Jahr dann unter ebendiesem Namen in Buchform veröffentlichte. Der dritte dieser Zeitschriftenartikel geht intensiv auf die Lehrkunstdidaktik ein. Heursen ordnet die Lehrkunst als eine lehrerorientierte Didaktik ein. Da sie ihre Aufmerksamkeit auf das Können des Lehrers und damit die Kunst des Lehrens richte, sei sie gewissermaßen eine „Meisterlehre“, die aber vor allem inhaltsorientiert sei.

„Dabei geht es nicht um die Vollständigkeit der Inhalte – das entspräche eher dem traditionellen Verständnis schulischer Lehrpläne – sondern um Exemplarität. Nicht um Aktualität, sondern um die auf den Grund gehende genetische Erkenntnis. Nicht um Rezeption des Vorgetragenen, sondern um Selbst-Denken, Selbst-Finden im Sokratischen Sinne.“

Auf der anderen Seite empfindet Heursen die „Menschheitsthemen“ als „etwas zu weit entrückt und auch wohl zu schön, um eine nachhaltige Verbesserung der aktuellen Unterrichtspraxis bewirken zu können“. Abschließend fordert er:

„In jedem Fall muß die Brücke zur Kunstlehre, zur Entwicklung didaktischer Regeln und Entfaltung des pädagogischen Könnens als Teil des Lehrerseins geschlagen werden.“

Wilhelm H. Peterßen äußerte sich 1996 in seinem Lehrbuch allgemeine Didaktik, wo die Lehrkunst in einem ersten Überblick zum Wandel der Didaktik der 1990er aufgenommen ist, etwas widersprüchlich. Zunächst heißt es insbesondere:

„Zweifellos liegt solchem Verständnis von bildungswirksamem Unterricht die Überzeugung der Unverfügbarkeit von Bildung zugrunde, zugleich aber auch die Hoffnung, daß exemplarische besser geeignet sind als bloß singuläre Begegnungen, die notwendige ‚doppelseitige Erschließung‘, von der KLAFKI sprach, auszulösen und so Bildung zu begründen.“

Andererseits bedauert er, „keine überzeugenden Eigenbeispiele für entsprechend arrangierten Unterricht“ gefunden zu haben, sondern lediglich „zahlreiche aus der pädagogischen Literatur bekannte Unterrichtsbeispiele“. Beate E. Nölle befindet in ihrer Dissertation von 2007 dazu, er erliege „einem Irrtum“:

„Denn das von ihm angeführte Beispiel ‚Primzahlen von Wagenschein‘ lautet in Wirklichkeit ‚Primzahlen, nach Wagenschein‘ und stellt damit keine reine Reprise des Wagenscheinschen Beispiels dar. Für ein Lehrstück zu den Platonischen Körpern gibt es sogar überhaupt kein Vorbild, es handelt sich um eine völlige Neuschöpfung.“

Kurioserweise wird die Lehrkunst in der 6. Auflage (2001) von Peterßens Buch in keiner Zeile mehr erwähnt.
Der Mainzer Pädagoge Heiner Ullrich beschäftigte sich im Jahr 2001 in der renommierten Zeitschrift für Pädagogik mit den Lehrkunstwerkstätten I–III (Berg/Schulze 1997 und 1998, Berg/Klafki/Schulze 2000). Letztlich befindet er:

„Die ersten drei Bände der ‚Lehrkunstwerkstatt‘ ergeben insgesamt eine eindrucksvolle Bilanz und machen neugierig auf die Fortsetzung des Unternehmens.“

Gleichzeitig mahnt er:

„Voraussetzung für eine breitere erziehungswissenschaftliche Rezeption des Lehrkunstansatzes und für seine Weiterentwicklung im Sinne des experimentellen Anspruchs einer kritisch-konstruktiven Didaktik ist eine stärker objektivierte und methodisch reflektierte Form der Dokumentation der Lehrstücke (z. B. durch Transkripte von Unterrichtsszenen, Lehr- und Lerntagebücher u. a.).“

Die Schulpädagogen Meinert A. und Hilbert Meyer − Letzterer zu diesem Zeitpunkt einer der meistzitierten Vertreter seiner Zunft im gesamten deutschsprachigen Raum − kommen in einer späten Auseinandersetzung mit Klafkis Werk im Jahr 2007 auch auf die Lehrkunstdidaktik zu sprechen:

„Wir gehen davon aus, dass die »Lehrkunst-Didaktik«, wie sie von Hans Christoph Berg und anderen in Kooperation mit Wolfgang Klafki entwickelt worden ist und weiter vorangetrieben wird, hier Perspektiven eröffnen kann (vgl. Berg 2003). Wolfgang Klafki entwickelt in seinem Beitrag zu diesem Band das Konzept der Ausweisung von »Sinndimensionen« und stellt dar, wie weit die Arbeiten zum Lehrstückunterricht gediehen sind (S. 11–28).“

### Darstellung in Standardwerken und Lexika
Der Didaktiker Jürgen Wiechmann nahm bereits im Jahr 1999 die Lehrkunst als eine von 12 Unterrichtsmethoden in sein gleichnamiges Buch auf, wobei er die Darstellung den Lehrkunstlern Berg, Aeschlimann und Eichenberger überließ. Seit der 6. Auflage (2016) ist die Luzerner Pädagogin und Lehrkunstlerin Susanne Wildhirt Mitherausgeberin des Buches.
Auch in anderen Nachschlage- und Standardwerken zur Didaktik findet sich die Lehrkunst aufgeführt; so in Rudolf W. Kecks Wörterbuch Schulpädagogik (Darstellung durch Berg und Schulze) und in Werner Janks und Hilbert Meyers Didaktischen Modellen, das die Lehrkunst als eine von elf allgemeindidaktischen Modellen führt. Die Autoren sehen die Lehrkunst in der Tradition der Reformpädagogik des frühen 20. Jahrhunderts. Theodor Schulzes Lehrstückdramaturgie aus Berg/Schulze (1995) wird weiter hinten noch detaillierter erörtert, an anderer Stelle zitieren die Verfasser einen Aphorismus aus seiner Feder:

„Eigentlich ist Lehren nichts anderes, als etwas Gelerntes wieder in Lernen zu verwandeln.“

Herbert Gudjons nahm bereits 1995 die Lehrkunst in sein Standardwerk Pädagogisches Grundwissen auf; in der aktuellen Ausgabe (12. Auflage 2016) heißt es:

„Der Marburger Didaktiker Hans Christoph Berg (Berg/Schulze 1993, 2003) hat die Tradition der »Lehrkunst« seit Comenius (1638) wieder entdeckt, die viele Meisterstücke unterrichtlicher Beispiele rekultiviert und in Kooperation mit zahlreichen Lehrergruppen und -initiativen erprobt. Er hat gezeigt, dass »Kunst« und »Wissenschaft« in der Didaktik kein Gegensatz sind.“

### Laudatio für Schulze

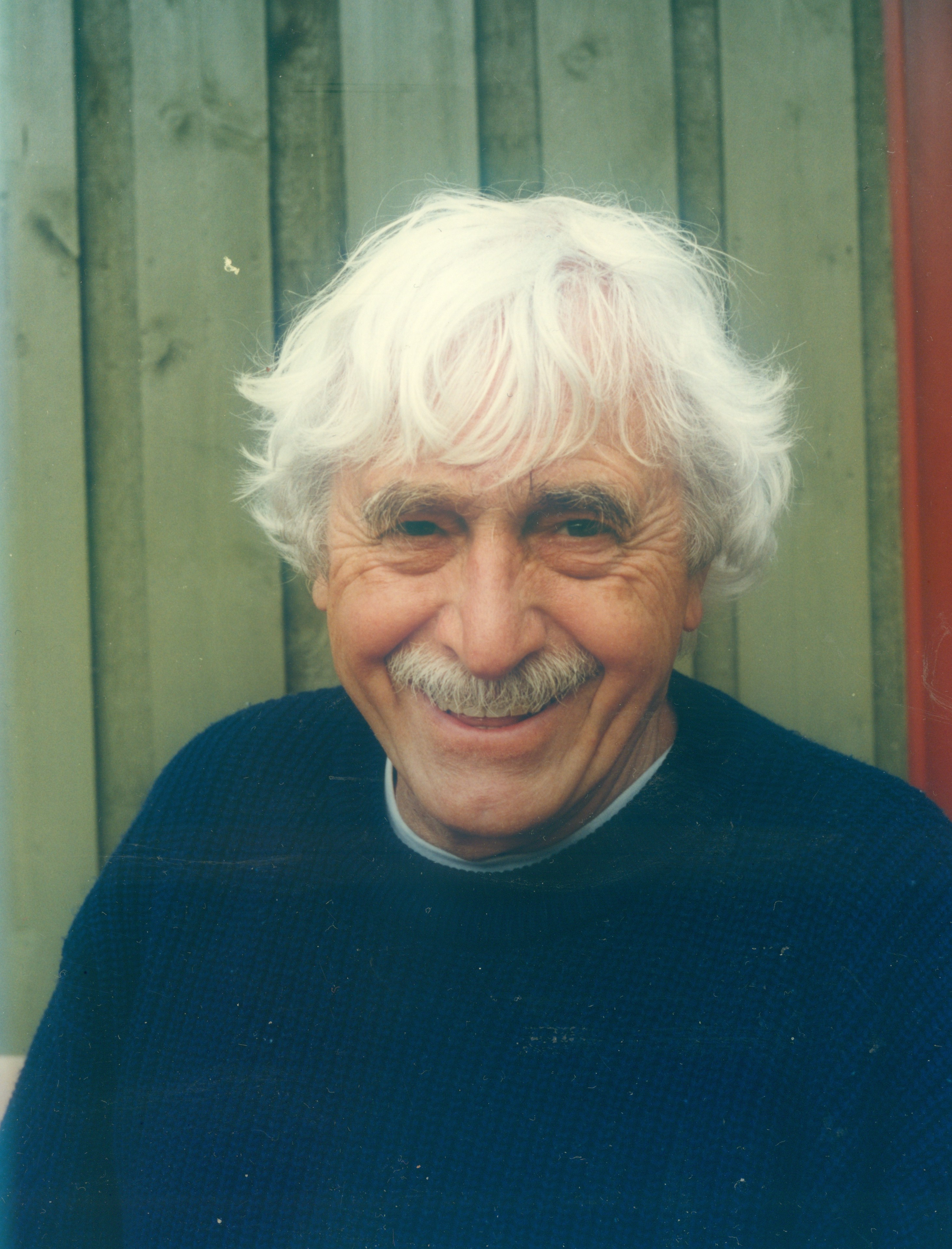
Theodor Schulze (1996), Foto von Hilbert Meyer

Zu einer eher impliziten Würdigung der Lehrkunstdidaktik kommt es, als Theodor Schulze im Jahr 2006, nach Klafki im Jahr 2002, den Ernst-Christian-Trapp-Preis verliehen bekommt. Laudatorin Margret Kraul schreibt insbesondere:

„Aber mit dem „Auf-die-Spur-Kommen“ allein ist es nicht getan: Theodor Schulze versucht nicht nur, jene unsichtbaren Lernprozesse einzufangen; er trägt auch dazu bei, Lernen hervorzubringen, und zwar durch Kunst: „Lehrkunst“. Für ihn als Erziehungswissenschaftler, der aus den Bildern in Benjamins „Berliner Kindheit“ visuelle Eindrücke, Gerüche und Geräusche herausliest, der Autobiographien meisterhaft mit allen Sinnen interpretiert und der seine Ausführungen häufig visuell ergänzt – etwa in witzigen, aber treffenden Zeichnungen zum Verhältnis von Allgemeiner Didaktik und Unterrichtspraxis –, der seine Arbeit in literarischer Sprache abfasst; für ihn stehen Kunst – im weiteren Sinne – und Didaktik in enger Beziehung zueinander. So wie Wagenschein einst von Nohl als Dichter bezeichnet worden war, so muss man an dieser Stelle auch auf Theodor Schulze als Künstler rekurrieren, der in der Tradition Martin Wagenscheins „Lehrkunst“ betreibt und entsprechende Exempla sammelt: Lehrtätigkeit als Tätigkeit, die, auf Erfahrung beruhend, Intuition benötigt. Die Zuversicht, dass es gelingen könnte, über die Lehre das Lernen hervorrufen, Lernereignisse zu identifizieren, beruht nicht zuletzt „auf erinnertem Lernen“ des Einzelnen. Der Weg zu den Autobiographien liegt auf der Hand. 
(…)
Wenn die Deutsche Gesellschaft für Erziehungswissenschaft diesen Preis in diesem Jahr an Theodor Schulze vergibt, bezieht sie sich dabei auf (...) sein Bemühen, Theorie und Praxis miteinander zu verbinden und diese Verbindung umzusetzen: in Worten und Werken, wie in der „Lehrkunst“, (...) und ehrt Theodor Schulze damit als herausragenden Erziehungswissenschaftler und Pädagogen, der Pädagogik als Kunst begreift.“

## Ausblick
Die Lehrkunstdidaktik hat in einem Vierteljahrhundert Entwicklungsgeschichte eine beachtliche Anzahl an zum Teil sehr oft erprobten und bis ins Detail analysierten Lehrstücken erschaffen, hat in den Lehrkunstwerkstätten ein sehr geschlossenes Konzept für die Weiterbildung entwickelt und findet durchaus nicht geringe Anerkennung in der Fachwelt. Dennoch ist es ihr bis zum Jahr 2017 noch nicht gelungen, flächendeckend oder auch nur weit verbreitet in die Unterrichtsräume vorzudringen. Kritiker loben ihren hohen künstlerischen und didaktischen Anspruch, bezweifeln aber die großflächige Umsetzbarkeit durch die „gewöhnliche“ Lehrerschaft und halten sie fast für zu schön.
Das größte Hemmnis für eine weitere Verbreitung könnte sein, dass sich die Lehrkunst zu einer sehr „orthodoxen“ Lehre entwickelt hat, die feste und strenge Maßstäbe an sich und somit auch an alle Interessenten anlegt. Während Martin Wagenschein seine Exempel sehr frei und auf unterschiedlichste Weisen publizierte und es in die Hand der Lehrer legte, was sie davon in ihren Unterricht einfließen ließen, gelten für Lehrstücke strenge Kriterien und sie sind mit festen „Regieanweisungen“ verbunden. Wobei es eben nur ein kleiner Kreis ist, der die Maßstäbe festlegt und darüber hinaus entscheidet, ob sie als erfüllt gelten könnten. Ein von zwei Kölner Lehrerinnen entwickeltes Stück wäre zunächst mal kein – gutes, optimierbares oder unausgegorenes – Lehrstück, sondern überhaupt keines. Und ein Kurzlehrstück, das sich in nur fünf Unterrichtsstunden inszenieren ließe, hätte nach momentanem Stand keine Chance, jemals in den „Lehrkunstschatz“ einzufließen. Ein Lehrer oder Schulleiter wiederum, der sich mit Interesse in die Lehrkunst einlese, würde schnell feststellen, dass ihm implizit vorgeschrieben würde, wie die Lehrstücke zu inszenieren seien (und wie nicht) und in welcher exakten Form die interne Abstimmung der Lehrer auszusehen habe (und erst recht die nach außen hin, zur „reinen“ Lehre der Lehrkunst). Damit verliert die Lehrkunst viel von der Option, ein Angebot zu sein.
Dabei wäre der Lehrkunst durchaus geholfen, wenn etwa ihre Lehrstücke auch einmal in einer (zunächst) etwas weniger exemplarisch-genetisch-dramaturgischen Variante Verbreitung fänden und sich auch einmal der einzelne Lehrer autonom an den Lehrstücken – oder auch nur an Teilen derselben – bediente. Wobei die Größe des Lehrkunstschatzes sogar ein Verbreitungshemmnis darstellen könnte. Über 50 ausgefeilte und durchdeklinierte Lehrstücke stehen vermeintlich „gleichberechtigt“ nebeneinander, obwohl sie sehr unterschiedlich praktikabel sind. Manche lassen sich nahtlos in den Pflichtstoff einbauen und ihre Exemplarität „kostet“ nur wenige zusätzliche Unterrichtsstunden, während andere optionalen Zusatzstoff behandeln, der einer zweistelligen zusätzlichen Stundenzahl bedarf, die vielleicht gar nicht vorhanden ist.
Eine andere, nicht unwichtige Frage beantwortet die Lehrkunst eigentlich bislang kaum:
Was passiert eigentlich zwischen den Lehrstücken?
Selbst eine Lehrkraft, die die Lehrkunst sehr intensiv in ihren Unterricht einfließen lassen will, wird immer noch die Mehrzahl aller Stunden eher „konventionell“ begehen müssen. Worauf greift man nach dem einen Lehrstück zurück und was muss erarbeitet werden, bis dass das andere auf die sinnvollen und nötigen Voraussetzungen trifft? Was passiert entwicklungspsychologisch dabei, was davon ist beobachtbar und empirisch nachweisbar? Gibt es nach solchen Untersuchungen Anlässe, die bestehenden Konzepte zu modifizieren?
Möglicherweise werden einige besonders praktikable Lehrstücke bei entsprechender Kommunikation schon in wenigen Jahren als „Klassiker“ sehr weit verbreitet sein. Vielleicht bleibt die Lehrkunst aber auch eine inselartig, auch nach den Präferenzen der Lehrer (der astronomiebegeisterte Physiklehrer macht die Himmelsuhr, der Ökologe unter den Biologielehrern den Dorfteich) verbreitete Kunst, die aber in den Schülern, die sie erleben dürfen, Prozesse auslösen, deren Gewinn nie verloren geht.
Wichtig wird bleiben, dass es die Lehrkunst immer besser schafft, den Geist Wagenscheins und das Angebot des exemplarisch-genetisch-dramaturgischen Lehrens und Lernens möglichst weit in die Klassenzimmer eindringen zu lassen. Dafür hat sie schon viel an Basis gelegt. Vielleicht besteht der Rest zu nicht geringen Teilen aus Kommunikation.

### Klassiker
- Otto Willmann: Didaktik als Bildungslehre nach ihren Beziehungen zur Sozialforschung und zur Geschichte der Bildung. Mit einer Einführung von Franz Xaver Eggersdorfer in Otto Willmanns Leben und Werk. 1839–1920. Herder, Freiburg i. Br./Basel/Wien 1967.
- Gottfried Hausmann: Didaktik als Dramaturgie des Unterrichts. Quelle & Meyer, Heidelberg 1959, DNB 451872959
- Gottfried Hausmann: Die dramatische Struktur des Bildungsprozesses im Schulunterricht. In: Kurt Strunz: Pädagogisch-psychologische Praxis an höheren Schulen. Reinhardt, München/Basel 1963, S. 150–163; DNB 453837271
- Wolfgang Klafki: Das pädagogische Problem des Elementaren und die Theorie der kategorialen Bildung (= Göttinger Studien zur Pädagogik. N. F. Heft 6). Beltz, Weinheim/Berlin 1957, DNB 480765197 (Dissertation Universität Göttingen, Philosophische Fakultät).
- Wolfgang Klafki: Studien zur Bildungstheorie und Didaktik. Beltz, Weinheim/Bergstr. 1963, DNB 452428467; darin:
  - Erste Studie: Bildung und Erziehung im Spannungsfeld von Vergangenheit, Gegenwart und Zukunft. In: Die Sammlung, 13. Jg. 1958, S. 448–462.
  - Zweite Studie: Kategoriale Bildung. Zur bildungstheoretischen Deutung der modernen Didaktik. In: Zeitschrift für Pädagogik, 5. Jg. 1959, S. 386–412.
  - Dritte Studie: Engagement und Reflexion im Bildungsprozeß. In: Zeitschrift für Pädagogik, 7. Februar 1962, H. 4, S. 345–374.
  - Vierte Studie: Das Problem der Didaktik. Erw. Fassung aus: Hans-Hermann Groothoff, Martin Stallmann: Pädagogisches Lexikon. Kreuz-Verlag, Stuttgart 1961, DNB 453034608
  - Fünfte Studie: Didaktische Analyse als Kern der Unterrichtsvorbereitung. In: Die deutsche Schule. H. 10, 1958, S. 450–471.
- Wolfgang Klafki: Neue Studien zur Bildungstheorie und Didaktik. Beiträge zur kritisch-konstruktiven Didaktik. Beltz, Weinheim/Basel 1985 (erw. 1991), ISBN 978-3-407-54148-2.
- Wolfgang Klafki: Erziehung – Humanität – Demokratie. Erziehungswissenschaft und Schule an der Wende zum 21. Jahrhundert. Neun Vorträge. [1993 sprachlich geringfügig korrigiertes und bei einzelnen Beiträgen um einige Anmerkungen ergänztes Typoskript der 1991 erstellten Textfassung, die – um eine Einleitung des Herausgebers erweitert – in japanischer Übersetzung veröffentlicht wurde als: Wolfgang Klafki: Erziehung – Humanität – Demokratie. Erziehungswissenschaft und Schule an der Wende zum 21. Jahrhundert. Neun Vorträge. Eingel. und hrsg. von Michio Ogasawara. Tokyo 1992]. Marburg 1998 (online)
- Renate Riemeck: Klassiker der Pädagogik von Comenius bis Reichwein. Marburger Sommervorlesungen 1981/1982/1983 mit Quellentexten. Herausgegeben von Christoph Berg, Bodo Hildebrand, Frauke Stübig und Heinz Stübig. Tectum Verlag, Marburg 2014, ISBN 978-3-8288-3431-6.
- Martin Wagenschein: Physikalischer Unterricht und Intellektualismus. Zeitschrift für mathematischen und naturwissenschaftlichen Unterricht aller Schulgattungen, (1935)1, S. 15–27 (Online-Nachdruck PDF; 270 kB).
- Martin Wagenschein: Ein Unterrichtsgespräch zu dem Satz Euklids über das Nicht-Abbrechen der Primzahlenreihe. Paul Geheeb zugeeignet. Unterrichtsbericht von der Ecole d’Humanité 1949; in Wagenschein (1980): S. 77–83 (Online-Nachdruck PDF; 100 kB).
- Martin Wagenschein: Das Tübinger Gespräch. In: Die Pädagogische Provinz 5(1951)12; S. 623–628 (Online-Nachdruck PDF; 90 kB).
- Martin Wagenschein: Das „exemplarische Lehren“ als ein Weg zur Erneuerung der höheren Schule (mit besonderer Beachtung der Physik). Vortrag im Institut für Lehrerfortbildung in Hamburg am 26. Nov. 1952; erweiterte Fassung Hamburg 1954, DNB 455336245; in Wagenschein (1980): S. 170–194.
- Martin Wagenschein: Natur physikalisch gesehen. Eine Handreichung zur physikalischen Naturlehre für Lehrer aller Schularten. Diesterweg, Frankfurt/Berlin/Bonn 1953, DNB 455336288, darin
  - Das Fallgesetz im Brunnenstrahl (PDF; 660 kB).
  - Der Mond und seine Bewegung (PDF; 760 kB).
  - „Im Wasser Flamme“ (PDF; 100 kB).
- Martin Wagenschein: Die Erde unter den Sternen. Ein Weg zu den Sternen für jeden von uns. Oldenbourg, München 1955, DNB 455336210 (Online-Nachdruck PDF; 530 kB).
- Martin Wagenschein: Zum Begriff des exemplarischen Lehrens. Vortrag bei der Tagung der Hochschule für Internationale Pädagogische Forschung in Frankfurt a. M. über „Bedeutung und Ertrag der Versuchsschularbeit für die deutsche Schule“, 15. März 1956. In: Zeitschrift für Pädagogik. 1956; erw. Beltz, Weinheim / Berlin 1959, DNB 455336156 (Online-Nachdruck PDF; 300 kB).
- Martin Wagenschein: Das „Exemplarische Lehren“ als fächerverbindendes Prinzip: Der Satz des Pythagoras. Vortrag bei der Tagung über „Naturwissenschaftliche und geisteswissenschaftliche Zusammenarbeit“ in der Akademie Coburg, 24. März 1960; in Wagenschein (1980): S. 251–267.
- Martin Wagenschein: Mathematik aus der Erde (Geo-metrie). Dt. Sch., 53 (1961)1, S. 5–8.
- Martin Wagenschein: Die Pädagogische Dimension der Physik. Westermann, Braunschweig 1962, DNB 455336199; einzelne Abschnitte auch in Wagenschein (1980).
- Martin Wagenschein: Verdunkelndes Wissen? Naturwissenschaft und Allgemeinbildung heute. Vortrag am Hessischen Rundfunk, 9. Juli 1965 (Online-Nachdruck PDF; 180 kB).
- Martin Wagenschein: Zum Problem des Genetischen Lehrens. Vortrag im Seminar für Didaktik der Mathematik an der Universität Münster, 7. Dezember 1965 (Online-Nachdruck PDF; 330 kB).
- Martin Wagenschein: Die Erfahrung des Erdballs. Klett, Stuttgart 1967, DNB 740557777 (Online-Nachdruck PDF; 400 kB).
- Martin Wagenschein: Verstehen lehren. Genetisch – Sokratisch – Exemplarisch. Beltz, Weinheim/Berlin 1968, DNB 458561525, darin
  - Auflagen ab der 4. (1973) enthalten Wagenschein (1956) und Wagenschein (1965a/b)
  - Auflagen ab der 5. (1975) enthalten Wagenschein (1974)
- Martin Wagenschein mit Agnes Banholzer und Siegfried Thiel: Kinder auf dem Wege zur Physik. Klett, Stuttgart 1973, ISBN 3-12-928490-7.
- Martin Wagenschein: Entdeckung der Axiomatik. Der Mathematikunterricht, 20(1974)1, S. 52–70 (Online-Nachdruck PDF; 480 kB).
- Martin Wagenschein: Rettet die Phänomene! Erweiterte Fassung eines Vortrages auf der „Exempla 75“, Kongress; „Organismus und Technik“, München, Ostern 1975 (Online-Nachdruck PDF; 140 kB).
- Martin Wagenschein: Naturphänomene sehen und verstehen. Genetische Lehrgänge. Herausgegeben von Hans Christoph Berg. Klett, Stuttgart 1980, ISBN 3-12-928421-4 / hep (Band 4), Bern 2009, ISBN 978-3-03905-511-1.
- Martin Wagenschein: Erinnerungen für morgen. Eine pädagogische Autobiographie. Beltz, Weinheim / Basel 1983, ISBN 3-407-83075-0.

Auch einige der Dissertationen (s. u.) bieten gute Zusammenfassungen der Klassiker. So beschäftigt sich Nölle (2007; S. 16–105) intensiv mit der Entwicklung Wagenscheins und Gerwig (2014; S. 46–71) bietet eine gute Kurzzusammenfassung der „Basispfeiler“ Wagenschein, Klafki und Hausmann.

### Hauptwerke, Lehrbücher
Das Standardwerk zur Lehrkunst ist sicherlich Berg/Schulze (1995); Erstveröffentlichungen späterer Ergänzungen und Verfeinerungen des Lehrkunst-Prinzips finden sich nicht nur in diesem Unterabschnitt, sondern auch in einigen der Dissertationen. Die Auflistung ist chronologisch geordnet.
- Hans Christoph Berg, Heidi Gidion, Horst Rumpf (Hrsg.): Dank Wagenschein. Martin Wagenschein zum 90. Geburtstag. Schwerpunktheft der Neuen Sammlung 4/1986.
- Hans Christoph Berg: Wagenscheinlese zur Lehrkunst (Vortrag). Kassel 1987; DNB 880797150
- Hans Christoph Berg: Schulvielfalt, Dreifachkurseinheit. Studienbrief der Fernuniversität/Gesamthochschule Hagen 1989; DNB 891466355
- Hans Christoph Berg (unter Mitarbeit von Gerold Becker und Georg Pflüger): Lehrkunst. Schwerpunktheft der Neuen Sammlung 1/1990.
- Hans Christoph Berg, Günther Gerth, Karl Heinz Potthast (Hrsg.): Unterrichtserneuerung mit Wagenschein und Comenius. Versuche Evangelischer Schulen 1985-1989. Comenius-Institut, Münster 1990, ISBN 978-3-924804-41-1.
- Hans Christoph Berg: Suchlinien (Lehrkunst und Schulvielfalt Band 1). Luchterhand, Neuwied 1993, ISBN 978-3-472-01519-2.
- Hans Christoph Berg, Theodor Schulze: Lehrkunst. Lehrbuch der Didaktik  (Lehrkunst und Schulvielfalt, Band 2). Luchterhand, Neuwied 1995, ISBN 3-472-01520-9; die meisten Lehrstückberichte sind auf lehrkunst.ch downloadbar.
- Hans Christoph Berg, Martin Huber: Exemplarisch Lehren. Beiträge zur Hochschuldidaktik. vdf Hochschulverlag AG an der ETH Zürich (V/D/F), Zürich 1996, ISBN 978-3-7281-2412-8.
- Wolfgang Klafki: Exempel hochqualifizierter Unterrichtskultur. In: Hans Christoph Berg, Theodor Schulze (Hrsg.): Lehrkunstwerkstatt I. Didaktik in Unterrichtexempeln. Luchterhand, Neuwied/Kriftel/Berlin 1997, S. 13–35, ISBN 978-3-472-03010-2.
- Hans Christoph Berg: Didaktik heißt Lehrkunst, Neue Ansätze des Unterrichtens (11. Schwäbischer Lehrertag, 17. Oktober 1998, Schulzentrum Ottobeuren). BLLV, Thannhausen 1998, DNB 956343449
- Hans Christoph Berg, Theodor Schulze: Lehrkunst. Ein Plädoyer für eine konkrete Inhaltsdidaktik. In: Neue Wege in der Didaktik? Analysen und Konzepte zur Entwicklung des Lehrens und Lernens, hrsg. von Heinz Günter Holtappels und Marianne Horstkemper. 5. Beiheft 1999 aus Die Deutsche Schule. Juventa, Weinheim 1999, ISBN 3-7799-0934-0, S. 102–122.
- Hans Christoph Berg: Bildung und Lehrkunst in der Unterrichtsentwicklung. Zur didaktischen Dimension von Schulentwicklung. Schulmanagement-Handbuch 106. Oldenbourg, München 2003, ISBN 3-486-91203-8.
- Wolfgang Klafki, Hans Christoph Berg: Bildung und Lehrkunst. Gemeinsamer Vortrag auf dem Luzerner Kongress 2003 zur Unterrichtsentwicklung, S. 64–102 (Nachdruck in der Broschüre Unterrichtsentwicklung – zum Stand der Diskussion PDF; 1,6 MB).
  - Wolfgang Klafki: Allgemeinbildung heute. Sinndimensionen einer gegenwarts- und zukunftsorientierten Bildungskonzeption. 4. Vortrag, S. 64–78.
  - Hans Christoph Berg: Lehrkunst und Unterrichtsentwicklung. Durch kollegiale Lehrkunstwerkstätten zum schuleigenen Lehrstückrepertoire. 5. Vortrag, S. 79–102.
- Hans Christoph Berg: Lehrkunstdidaktik – Entwurf und Exempel einer konkreten Inhaltsdidaktik. Journal of Social Science Education (JSSE) 2004.
- Hans Christoph Berg, Susanne Wildhirt: Thurgauer Lehrstückernte 2004. Kollegiale Lehrkunstwerkstatt in der Volksschule: Ein Thurgauer Pilotmodell (Lehrkunstwerkstatt, Bd. VI). Heer, Sulgen/CH 2004 (zip-Download PDFs, insgesamt 20 MB).
- Wolfgang Klafki, Karl-Heinz Braun: Wege pädagogischen Denkens. Ein autobiografischer und erziehungswissenschaftlicher Dialog. Reinhardt, München/Basel 2007, ISBN 978-3-497-01946-5.
- Hans Christoph Berg u. a.: Die Werkdimension im Bildungsprozess. Das Konzept der Lehrkunstdidaktik. hep (Band 1), Bern 2009, ISBN 978-3-03905-509-8; darin einige zuvor in der Kolumne Der Berg ruft! in der Zeitschrift schulmanagement publizierte Bildungsexempel, die auf lehrkunst.ch lehrstückweise downloadbar sind.
- Willi Eugster, Hans Christoph Berg (Hrsg.): Kollegiale Lehrkunstwerkstatt. Sternstunden der Menschheit im Unterricht der Kantonsschule Trogen. hep (Band 3), Bern 2010, ISBN 978-3-03905-510-4, S. 115–196 (Lehrstückführer für Trogen = Eugster/Berg (2010*); PDF; 3,3 MB).
- Mario Gerwig, Susanne Wildhirt (Hrsg.): Das Schulwesen soll und will auch ein Bildungswesen sein. Lehrkunstdidaktik im Dialog. Schneider Verlag Hohengehren, Baltmannsweiler 2016, ISBN 978-3-8340-1618-8.

### Dissertationen
Die nachfolgende Liste der Dissertationen, von denen ein Großteil online verfügbar ist, ist chronologisch sortiert, Nachdrucke sind eingerückt dargestellt. Von den insgesamt 16 Arbeiten sind 13 in Marburg vorgelegt worden (davon 11 online verfügbar) und je eine in Hamburg, Berlin und Gießen. Drei der Marburger Doktoranden, Aeschlimann (Bern), Wildhirt (Luzern) und Eyer (Bern), sind inzwischen Professoren an Pädagogischen Hochschulen in der Schweiz. Wildhirts Dissertation kann auch, zumindest teilweise, als Lehrbuch auf dem Stand von 2007 aufgefasst werden: Nach längeren einleitenden Vorstellungen des (hier explizit ergänzten) Lehrkunstprinzips werden „klassische“ Lehrstücke aus drei verschiedenen Fachgebieten, eines von ihr einst selbst erstinszeniert, auskomponiert. Relativ typisch sind Dissertationen, die drei (im Einzelfalle fünf) Lehrstücke aus einem Fachgebiet (Aeschlimann, Eyer: Physik; Brüngger, Nölle, Gerwig: Mathematik) oder zwei mehr oder minder verwandten (Jänichen: Geographie/Physik; Harder: Geschichte/Deutsch) vorgestellt werden, von denen in der Regel eines neu ist. Deutlich hiervon abweichend ist etwa die Arbeit des Astronomiedidaktikers Daniel Ahrens, der als Lehrkraft für besondere Aufgaben in Marburg lehrt. Diese nutzt die Lehrkunst, um die Disziplinen Astronomie/Physik und Religion didaktisch miteinander in Dialog treten zu lassen. Der in Hamburg bei Tilman Grammes promovierte Andreas Petrik ist inzwischen Universitätsprofessor für Didaktik der Sozialkunde an der Martin-Luther-Universität Halle-Wittenberg.
- Walter Dörfler: Gotischer Dom und Lehrkunst. Die Nürnberger St. Lorenzkirche im genetisch-exemplarischen Unterricht an der evangelischen Wilhelm-Löhe-Schule in Nürnberg. Marburg 1996 DNB 953820270 (Download der Original-Dissertation).
- Heinrich Schirmer: Die Lehrkunst in Goethes Italienischer Reise. Eine Unterrichtseinheit an der Freien Waldorfschule Uhlandshöhe in Stuttgart als Probe aufs Exempel. Marburg 1998, DNB 956012248 (Download der Original-Dissertation)
  - Unsere italienische Reise. Unterrichtsinszenierung von Goethes klassischem Lehrstück. In (bzw. =): Hans Christoph Berg, Wolfgang Klafki, Theodor Schulze (Hrsg.): Lehrkunstwerkstatt III. Luchterhand, Neuwied/Kriftel 2000, ISBN 978-3-472-03989-1.
- Ueli Aeschlimann: Mit Wagenschein zur Lehrkunst. Gestaltung, Erprobung und Interpretation dreier Unterrichtsexempel zu Physik, Chemie und Astronomie nach genetisch-dramaturgischer Methode. Marburg 1999, DNB 969920059 (Download der Original-Dissertation).
- Dirk Rohde: Was heißt „lebendiger“ Unterricht? Faradays Kerze und Goethes Pflanzenmetamorphose in einer Freien Waldorfschule (= Berg/Klafki/Schulze (Hrsg.): Lehrkunstwerkstatt V). Tectum, Marburg 2003, ISBN 978-3-8288-8508-0.
- Hans Brüngger: Von Pythagoras zu Pascal. Fünf Lehrstücke der Mathematik als Bildungspfeiler im Gymnasium. Marburg 2004, DNB 972483527 (Download der Original-Dissertation)
  - Von Pythagoras zu Pascal. Fünf Lehrstücke der Mathematik als Brückenpfeiler im Gymnasium (Berner Lehrstücke 3). Schulverlag, Bern 2005, ISBN 978-3-292-00392-8.
- Daniel Ahrens: „Er ist nur halb zu sehen und ist doch rund und schön“ – Untersuchung zur religiösen Dimension des Physikunterrichts am Beispiel der elementaren Himmelskunde. Marburg 2005, DNB 978914600 (Download der Original-Dissertation), darin (S. 278–293):
  - Lippstadt und Kapstadt greifen zu den Sternen – Bestimmung von Erdgröße und Mondentfernung mit einfachen Mitteln. Spektrum der Wissenschaft, Heidelberg 2008 (Download).
- Andreas Petrik: Von den Schwierigkeiten, ein politischer Mensch zu werden. Grundlegung und Erprobung einer genetischen Politikdidaktik am Beispiel des Lehrstücks „Dorfgründung“. Hamburg 2006
  - Von den Schwierigkeiten, ein politischer Mensch zu werden. Konzept und Praxis einer genetischen Politikdidaktik. Budrich, Opladen/Farmington Hills 2007, ISBN 978-3-86649-085-7.
- Horst Leps: Lehrkunst und Politikunterricht. Marburg 2006, DNB 979656885 (Download der Original-Dissertation).
- Beate E. Nölle: Wagenschein und Lehrkunst in mathematischen Exempeln. Entwicklung, Erprobung und Analyse dreier Lehrstücke für den Geometrieunterricht. Marburg 2007, DNB 986142735
- Susanne Wildhirt: Lehrstückunterricht gestalten. Linnés Wiesenblumen, Aesops Fabeln, Faradays Kerze. Exemplarische Studien zur lehrkunstdidaktischen Kompositionslehre. Marburg 2007, DNB 989814939 (Download der Original-Dissertation)
  - Lehrstückunterricht gestalten. „Man müsste in die Flamme hineinschauen können.“ hep (Band 2), Bern 2008, ISBN 978-3-03905-496-1.
- Michael Jänichen: Dramaturgie im Lehrstückunterricht: Himmelsuhr und Erdglobus – Howards Wolken – Erd-Erkundung mit Sven Hedin. Ein Beitrag zur Theorie, Praxis und Poiesis der Lehrkunstdidaktik. Marburg 2010, DNB 1010690728 (Download der Original-Dissertation).
- Ulrike Harder: Lehrkunstdidaktik und Klafkis frühe Bildungsdidaktik. Unterrichtserprobung in drei Lehrstücken: Goethes „Italienische Reise“ – Athen in der Ära des Perikles – Die Bassermanns. Bürgertum in Deutschland durch neun Generationen. Marburg 2012, DNB 1035627701 (Download der Original-Dissertation).
- Marc Eyer: Lehrstückunterricht im Horizont der Kulturgenese. Lehrkunstdidaktische Komposition und Inszenierung von Galileis Fallgesetz – Pascals Barometer – Fermats Spiegeloptik. Marburg 2013, DNB 1049818873 (Download der Original-Dissertation)
  - Lehrstückunterricht im Horizont der Kulturgenese. Ein Modell für lehrkunstdidaktischen Unterricht in den Naturwissenschaften. Springer, Wiesbaden 2015, ISBN 978-3-658-10997-4.
- Lawrence Lang: Emotionen und Lehrkunst. Eine Analyse aus psychologisch-pädagogischer Sicht. Berlin 2013, DNB 107069021X
- Jan Veldman: Das Ästhetische im Lehrkunstkonzept. Zur Bedeutung von Dramaturgie und Spiel im Kunstunterricht. Gießen 2013, DNB 1071606611
  - Das Ästhetische im Lehrkunstkonzept. Zur Bedeutung von Dramaturgie und Spiel im Kunstunterricht. Athena, Oberhausen 2015, ISBN 978-3-89896-576-7.
- Mario Gerwig: Beweisen verstehen. Bildung durch Lehrkunst im Mathematikunterricht. Komposition, Inszenierung und Interpretation dreier Lehrstücke frei nach Wagenscheins Euklid-Exempeln: Entdeckung der Axiomatik am Sechsstern, Satz des Pythagoras, Nichtabbrechen der Primzahlfolge. Ein Beitrag zur Allgemeinen Didaktik aus fachdidaktischer Perspektive. Marburg 2014, DNB 105837611X (Download der Original-Dissertation)
  - Beweisen verstehen im Mathematikunterricht: Axiomatik, Pythagoras und Primzahlen als Exempel der Lehrkunstdidaktik. Springer, Wiesbaden 2015, ISBN 978-3-658-10187-9.

### Weitere Einzelpublikationen
Die folgenden Bücher enthalten, ähnlich den meisten Dissertationen, jeweils aufwendige Vorstellungen eines bis dreier Lehrstücke:
- Thomas Haller, Martin Huber: Weltkarten (PDF; 7 MB). TWI Zürich (1996).
- Hans Christoph Berg, Theodor Schulze (Hrsg.): Lehrkunstwerkstatt I, Didaktik in Unterrichtsexempeln, mit einer Einführung von Wolfgang Klafki. Luchterhand, Neuwied 1997, ISBN 978-3-472-03010-2
  - Beate E. Nölle: Pythagoras
  - Ueli Aeschlimann: Barometer
  - Peter Ungar: Geomorphologie; S. 133–167 (PDF; 1,9 MB) und S. 168–205 (PDF; 3,6 MB)
- Hans Christoph Berg, Theodor Schulze (Hrsg.): Lehrkunstwerkstatt II: Berner Lehrstücke im Didaktikdiskurs. Luchterhand, Neuwied 1998, ISBN 978-3-472-03621-0
  - Hans Küng: Chemisches Gleichgewicht
  - Hans Brüngger: Vom Würfel zur Kugel
  - Jörg Peter: Kanonenkünste
- Hans Christoph Berg, Wolfgang Klafki, Theodor Schulze (Hrsg.); Walter Dörfler et al.: Lehrkunstwerkstatt IV. Unterrichtsvariationen: Menschenhaus – Gotteshaus. Luchterhand, Neuwied/Kriftel 2001, ISBN 978-3-472-04728-5
  - Walter Dörfler: Nürnberger Lorenzkirche
  - Rolf Pfeiffer: Marburger Elisabethkirche
  - Jan Veldman: St. Janskirche zu Gouda
  - Heinz Hubacher, Hermann Wartenweiler: Berner Münster
  - Jürg Wagenmann: Basler Münster
  - Gunter Ebert, Gerhard Hielscher: Limburger Dom
- Entwurf von 2001 − (DOC; 13 MB)
  - Urs Zurschmiede: Wettersteine. Elementare Geomorphologie nach Wagenschein und Ungar. S. 19–28 (PDF; 460 kB).
  - Karl Klenk: Braun mal Braun gibt Blau – geht das? Genetik von Mendel über Morgan bis Dolly. S. 29–41.
- Thomas Gehring: Inszenierungsbericht zum Lehrstück „Fabeln nach Lessing“. Bern 2003, (PDF; 680 kB).
- Simon Friedrich-Raabe: Wagenscheins Sechs-Stern. Erprobung von Wagenscheins genetisch-sokratsich-exemplarischem Ansatz in der Jahrgangsstufe 7. Pädagogische Prüfungsarbeit im Fach Mathematik, Marburg 2004.
- Andreas Hohn, Regula Radvila-Hottiger: Dostojewskij: Der Großinquisitor (Berner Lehrstücke 1). Schulverlag, Bern 2004, ISBN 978-3-292-00356-0.
- Stephan Schmidlin: Lessings Nathan der Weise (Berner Lehrstücke 2). Schulverlag, Bern 2004, ISBN 978-3-292-00357-7.
- Bertrand Knobel, Peter Vogel: Zytglogge – das Uhrwerk (Berner Lehrstücke 4). Schulverlag, Bern 2005, ISBN 978-3-292-00358-4.
- Hans Brüngger (et al.): Wahrscheinlichkeitsrechnung mit Pascal. hep (Band 5). Bern 2008, ISBN 978-3-03905-501-2.
- Mario Gerwig: Die „Entdeckung der Axiomatik“ am Sechseck nach Martin Wagenschein in einer siebten Klasse des Gymnasiums. Schriftliche Hausarbeit im Rahmen der zweiten Staatsprüfung für das Lehramt an Gymnasien. Studienseminar Oldenburg 2011.
- Günter Baars: Quantenchemie farbiger Stoffe mit Heisenberg und Einstein. hep (Band 6). Bern 2011, ISBN 978-3-03905-758-0.
- Stephan Schmidlin (et al): UAZ – Unsere Abend-Zeitung. hep (Band 7). Bern 2012, ISBN 978-3-03905-824-2.
- Marc Eyer, Ueli Aeschlimann (et al.): Pascals Barometer. hep (Band 8). Bern 2013, ISBN 978-3-0355-0008-0.
- Ann-Kathrin Hesse: Darstellung, Interpretation und lehrkunstdidaktische Weiterentwicklung des Lehrstücks „Der Teich als Lebensgemeinschaft“, auch im Hinblick auf Kompetenzentwicklung. Wissenschaftliche Hausarbeit, Marburg 2013 (PDF; 3,1 MB).
- Horst Leps: Lehrstücke im Politikunterricht. Welches ist nun aber die beste Verfassung? Wochenschau, Schwalbach/Ts. 2013, ISBN 978-3-89974815-4.
- Mario Gerwig, Susanne Wildhirt: Lehrkunstdidaktik. Zeitschrift Der Mathematikunterricht, Nr. 6/2013, darin:
  - Bernhard Griesser, Hans Brüngger, Mario Gerwig: Zenons Paradoxon und die Entdeckung der Unendlichkeit (PDF; 900 kB).

### Rezensionen und zusammenfassende Darstellungen
- Herbert Gudjons, Silke Traub: Pädagogisches Grundwissen: Überblick – Kompendium – Studienbuch. 12., aktualisierte Auflage. Verlag Julius Klinkhardt, Bad Heilbrunn 2016, ISBN 978-3-8252-4691-4.
- Gerd Heursen: Ungewöhnliche Didaktiken. In: Pädagogik, 48. Jahrgang 1996, Hefte 1–7/8, darin:
  - Didacticus doctus. Lehrerorientierte Didaktiken. Heft 3, Lehrkunst auf S. 42–45.
- Gerd Heursen: Ungewöhnliche Didaktiken. Bergmann und Helbig, Hamburg 1997, ISBN 978-3-925836-34-3.
- Werner Jank, Hilbert Meyer: Didaktische Modelle. 5., völlig überarb. Auflage. Cornelsen Skriptor, Berlin 2002, ISBN 978-3-589-21566-9.
- Rudolf W. Keck, Uwe Sandfuchs, Bernd Feige (Hrsg.): Wörterbuch Schulpädagogik. Ein Nachschlagewerk für Studium und Schulpraxis. 2. Auflage. Klinkhardt, Bad Heilbrunn/Obb. 2004, ISBN 978-3-7815-1172-9; darin:
  - Hans Christoph Berg, Theodor Schulze: Lehrkunst.
- Meinert A. Meyer, Hilbert Meyer: Wolfgang Klafki. Eine Didaktik für das 21. Jahrhundert? Beltz, Weinheim/Basel 2007, ISBN 978-3-407-25461-0.
- Margret Kraul: Laudatio auf den Ernst-Christian-Trapp-Preisträger 2006 Theodor Schulze. In: Erziehungswissenschaft, 17. Jahrgang, Heft 33 (2006) (PDF; 33 MB), S. 95–99; Deutsche Gesellschaft für Erziehungswissenschaft.
- Wilhelm H. Peterßen: Lehrbuch allgemeine Didaktik. 5., überarb. und erw. Aufl.,[113] Ehrenwirth, München 1996, ISBN 978-3-431-02561-3.
- Ewald Terhart: Rezension von Suchlinien (Berg 1993) und Lehrkunst (Berg/Schulze 1995). In: Die deutsche Schule, 27. Jahrgang, Heft 4 1995, S. 519–521.
- Heiner Ullrich: Lehrkunstwerkstätten I–III (Berg/Schulze 1997 und 1998, Berg/Klafki/Schulze 2000). In: Zeitschrift für Pädagogik, Heft 4 (2001) (PDF; 1,0 MB), S. 609–618.
- Jürgen Wiechmann (Hrsg.): Zwölf Unterrichtsmethoden. Vielfalt für die Praxis. Beltz, Weinheim/Basel 1999, ISBN 978-3-407-25222-7; darin:
  - Hans Christoph Berg, Ueli Aeschlimann, Astrid Eichenberger: Lehrstückunterricht. Exemplarisch – genetisch – dramaturgisch.
- Jürgen Wiechmann, Susanne Wildhirt (Hrsg.): 12 Unterrichtsmethoden. 6. Auflage. Beltz, Weinheim/Basel 2016, ISBN 978-3-407-25741-3; darin:
  - Susanne Wildhirt, Michael Jänichen, Hans Christoph Berg: Lehrstückunterricht; S. 110–128.